# قلعة تاروت
قَلْعَة تَارُوتَ أو قَصْرُ تَارُوتَ أو حِصن تَارُوتَ أو البُرتُغَاليّة أو قَلْعَة البُرتُغاليين هي قَلْعَةٌ أثَريّةٌ تَقع على قِمّةِ تَلٍّ يَتَوسطُ جَزيرة تَارُوتَ جَنوب غَرْب بَلدَة الدِّيرَة، في شَرق مُحافَظَةِ القَطِيف بالمَمْلَكَةِ العَربيّةِ السُّعُودية. يَرجِعُ تَارِيخُ تَل تَارُوت الَّذِي بُنيت عَليهِ القَلعَة إِلَى خَمْسَةِ آلاَف عَام قَبلَ المِيلاَد بَينَمَا يُعتقدُ أَنَّ القَلْعَة يَرجِعُ تاريخُ بِنَائِهَا إِلَى عَهدِ الدَّولَة العُيُونِيَّة، وَقَد كَانَت القَلعَة إِحدَى النِّقَاط الدِّفاعية البُرتُغَالِيَّة فِي الخَلِيج العَرَبِيِّ إِبّان احتِلاَلِهمِ القَطِيفَ بَعدَ تَرمِيم البُرتُغَالِيّين لَهَا فِي القَرنِ السَّادِسَ عَشَرَ المِيلاَدِي بِتَارِيخ 29 مَارس، 1544م المُوَافِق 1 جُمَادَى الأُولَى، 951هـ. رممت القلعة على هيكل آلهة الفينيقيين عشتاروت أو عشتار وقد اشتق اسم جزيرة تاروت منها، كما تظهر صخور وأُسُس المعبد القديم بكل وضوح تحت القلعة. مخطط القلعة الداخلي شبه بيضاوي غير منتظم الشكل لا تزيد مساحته الإجمالية عن 600 متر مربع، محاطة بسور خارجي عريض مشيد بالطين والجص وحجارة الفروش ومُدعمة بأربعة أبراج بقي منها ثلاثة وانهار واحد منها أثناء إحدى المعارك. يجاور القلعة العديد من المنشآت الأثرية القديمة والحديثة المعاصرة، منها حمام عين تاروت وعين العودة ومقهى قلعة تاروت ومسجد الكاظم ومراكز للحرفيين، ومتقدمةً على منازل حي الديرة كحصن يحمي تلك المنازل أثناء المعارك والحروب. مرت القلعة بالعديد من الحقب الزمنية وتعرضت لأحداث تاريخية مهمة، ومرت في فترة أوشكت فيها على السقوط إلا أنها رُممت في العهد العثماني وكان آخر ترميم لها في العهد السعودي الحديث من قبل وزارة الآثار عام 1984م. تناقل أهالي جزيرة تاروت العديد من الأساطير والخرافات الشائعة حول القلعة؛ وذلك لما كانت فيه من نقطة تجمع لأهالي الجزيرة ومحط أحاديثهم. وُجد في نطاق القلعة العديد من التماثيل والقطع الفخارية التي تعود إلى عصور سابقة لها، منها آثار عصر السلالات وعصر العبيديين وعصر حضارة دلمون. تعاني القلعة من مشاكل حالياً أبرزها تصدّع أبراجها مما يهدد بسقوطها، وجفاف عين العودة التي تقع بداخلها نتيجة سحب النفط المستمر،[بحاجة لمصدر] وكذلك عدم افتتاحها رسمياً للزوار والسياح وإغلاقها أمام أي زيارة. زارت القلعة العديد من البعثات الأجنبية إليها منها البعثة الدنماركية والباحث جيفري بيبي، ولا زالت حتى الآن محطة لتوافد السياح.

## التسمية

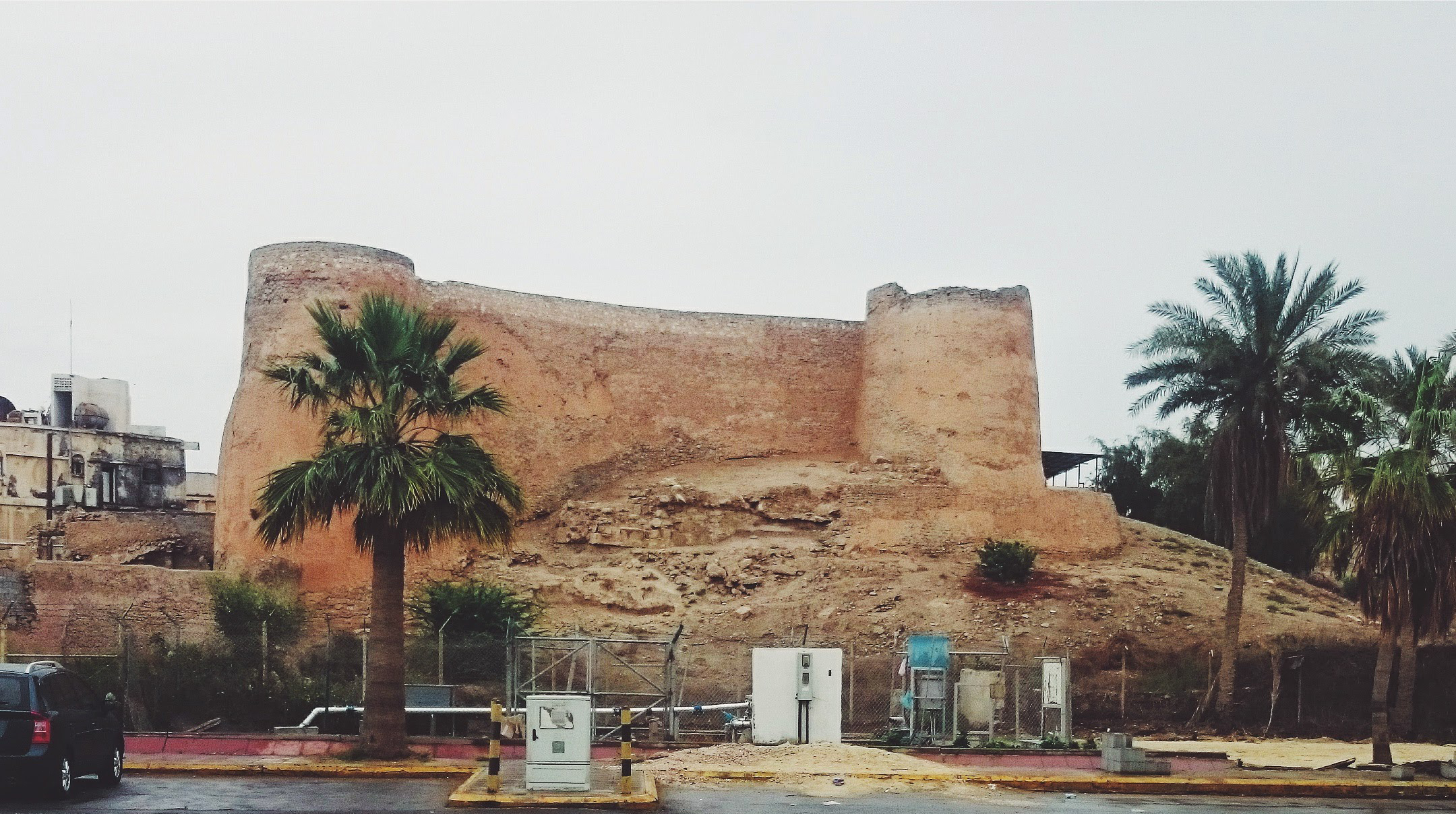
الجانب الغربي من قلعة تاروت 23 مارس، 2015م.

اشتهرت القلعة باسم البرتغالية نسبة إلى الغزاة البرتغاليين واشتهرت أيضاً بقلعة تاروت نسبة إلى الموقع الذي شيدت فيه، وتاروت هو اسم للآلهة السومرية عينانا التي ظهرت أول مرة على شكل نقوش بالخط المسماري في بلاد سومر جنوب العراق قبل أكثر من 5,000 سنة، ويرمز لها أحياناً بـنَجمَة ثُمَانِيَّة تشير إلى كوكب الزهرة، وانتقلت عبادة هذه الآلهة من السومرين إلى الأكديين الذين أطلقوا عليها اسم عشتار، ثم انتقلت إلى شعوب جنوب الجزيرة العربية الذين أطلقوا عليها لقب عثار أو عطار وأما الكنعانيون والعبرانيون فسموها عاشرا أو عشتروت، ومنذ تلك الفترة الموغلة في القدم عرفت هذه الجزيرة باسمها الحالي تاروت ولا يُعلم سبب إطلاق هذه التسمية على هذا الموقع بالتحديد، إما لأن معبدا للآلهة عشتار شيد في هذا الموقع، أو أن هذا المكان اشتهر بتاروت، نظراً لارتباط بيئة الموقع من الناحية العقائدية في تلك الفترة بالمعبودة عشتار، فقد كان سكان هذه الجزيرة القدماء يعتقدون بأن الآلهة عشتار هي المسؤولة عن إنبات الزرع وتفجير الماء، ونظراً لكون هذه الجزيرة كثيرة الزرع والماء فربما وافق ذلك معتقدهم فربطوا اسم المكان باسم الآلهة المعنية بهذه الأمور، ويُعتقد بأن التاروتي القديم صورت له مخيلته الآلهة عشتار بشكل فتاة شابة جميلة وهي تجوب بساتين النخيل بكل خفة ورشاقة فتتفجر الينابيع خلفها بالماء والعطاء، وتزهر الأرض بالسنابل والنماء، فقد كانت تاروت بالنسبة لإنسان ذلك العصر آلهة الخصب والحب والجنس، ومن الشواهد التي تؤيد مثل هذا الرأي، عثور السكان على تمثال من الذهب الخالص في إحدى بساتين هذه الجزيرة يرمز للآلهة عشتاروت.

## الجغرافيا
تقع قلعة تاروت شمال غرب حي الديرة على تل تاروت، وسط جزيرة تاروت، بمحافظة القطيف شرق المملكة العربية السعودية. وتتقدم حي الديرة كحصن منيع لأي هجوم خارجي.

## الآثار

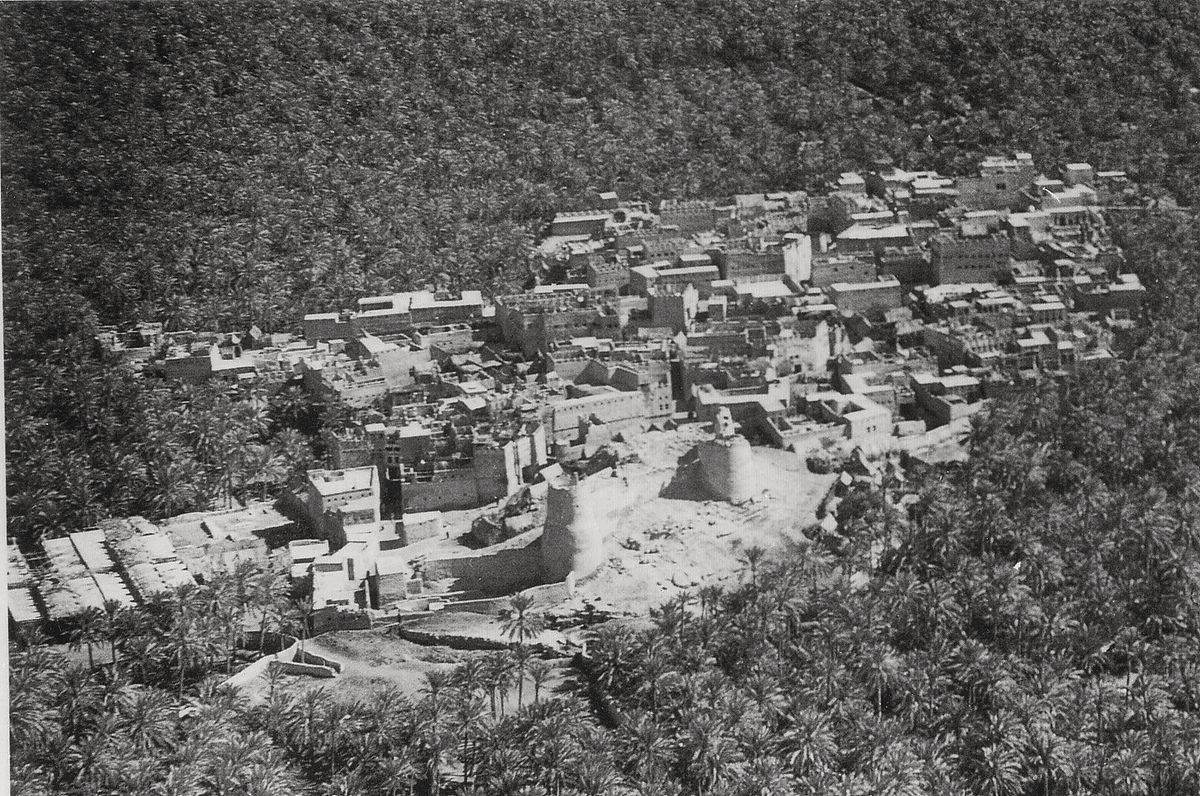
منظر جوي لحي الديرة تتقدّمه قلعة تاروت، تاريخ الصورة غير معروف.

أثبتت التنقيبات الأثرية في تل تاروت أن الاستيطان بدأ فيه منذ فترة العُبيد في الألف الخامس قبل الميلاد، واستمر ذلك الاستيطان حتى الألف الثالث قبل الميلاد، وبذلك فهو يمثل أقدم موقع مدينة في الجزيرة العربية. كما أن صغر المساحة التي يشغلها التل والقلعة البارزة عليه تُشير إلى أن تاروت كانت أكثر من مجرد قرية. ويتضح من المسوحات الميدانية أن التل يتكون من خليط من الطين والأتربة، وقطع الحجارة الجيرية الضخمة، وتتضح أساسات مبانٍ قديمة تعود إلى الألف الثالث قبل الميلاد تحت أساسات القلعة، وتتمثل في مجموعة من قطع الحجارة المتراصة والمصقولة، ما يدل على أنها جزء من مبنى قديم أو عدة مبانٍ قديمة.
تتوزع المواد الأثرية المكتشفة على أربع أدوار تاريخية تمثل مراحل الاستيطان في الموقع، وتعود أقدم هذه المواقع إلى فترة حضارة العبيد الثانية (4300-4000 قبل الميلاد) واستمر الاستيطان بالموقع حتى الألف الثالث قبل الميلاد، حيث حضارة دلمون التي يعود أحداثها بالموقع إلى فترة باربار المتأخرة، وهكذا فإن وجود القلعة يقع بين الفترة 4300 قبل الميلاد حتى 500 قبل الميلاد.
تملك دارة الملك عبد العزيز الكثير من المقتنيات المُكتشفة في منطقة قلعة تاروت الأثرية، منها تمثال من الذهب الخالص لعشتاروت الذي عُثر عليه في أحد بساتين النخيل بتاروت ملقى على الأرض وهناك الكثير من التماثيل والأواني النحاسية والفخارية والأسلحة التقليدية التي اكتشفت بتاروت منها وعاء من وادي السند، والتي تتواجد حالياً في متحف الرياض الوطني. وكان آخر ما اكُتشف هو مدفع حربي قديم، يعود تاريخه لنفس الحقبة الزمنية، وهو موجود في متحف الدمام الإقليمي.
عُثر تحت أساسات قلعة تاروت على تمثال من الحجر الجيري يحمل سمات التماثيل المميزة للحضارة السومرية ويمثل رجلاً واقفاً عاري البدن طوله 94 سم، مُتصالب اليدين بوضع خشوع، وتوجد حول خصره ثلاثة حروز تشبه الحزام. ويؤرخ هذا التمثال بعصر فجر السلالات الثاني أو الثالث إلى منتصف الألف الثالث قبل الميلاد، ولعله أرسل من أحد سكان بلاد ما بين النهرين إلى شخصية مرموقة في دلمون كدليل صداقة ومودة.
عُثر في الطبقات السفلى من تل قلعة تاروت على أوانٍ فخارية كبيرة ذات أبدان جؤجؤية وحواف مثلثة الشكل تمثل الأصناف المميزة لفخار حضارة جمدة نصر 3100 - 2900 ق.م في وادي الرافدين. كما اكتشف أسفل أساسات القلعة مجموعة من الأواني الفخارية ذات اللون الأصفر المائل إلى البرتقالي من نوع فخار عصر فجر السلالات 2900 - 2350 ق. م.
فخار الألف الثالث قبل الميلاد المعروف باسم فخار دلمون، أثبتت المسوحات الميدانية والحفريات الأثرية وجوده في تل قلعة تاروت ويُظهر الفخار من الطراز الدلموني في المنطقة الشرقية عمومًا تنوعًا في أشكاله؛ حيث يشتمل على جرار أسطوانية وجؤجؤية ومضلعة وزبديات عميقة ذات جوانب شبه مستقيمة بالإضافة إلى أوانٍ صغيرة كالأطباق المقوسة الجوانب والأكواب.

## مخطط القلعة

### الشكل العام للقلعة

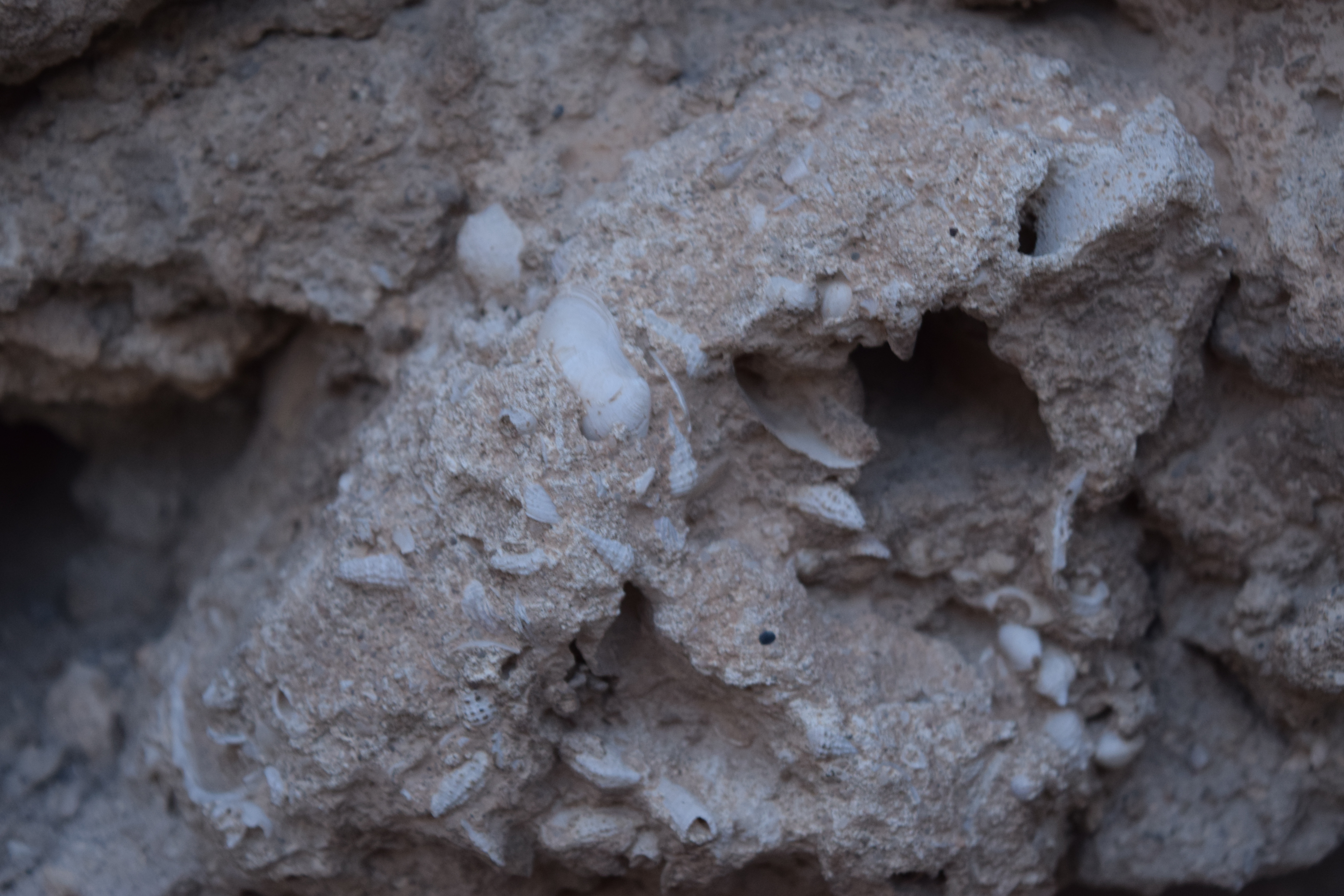
حجر من أحجار القلعة يوضح تركيبة المادة المستعملة في بناء القلعة وهي حجر طيني بحري يسمى حجر الفروش.

تتكون القلعة من 4 أبراج تم تصميمها بحيث تحاكي التضاريس الطبيعية التي بنيت عليها، وهذا الأسلوب في البناء المتفاعل مع طبيعة التضاريس يشبه أسلوب البناء البرتغالي المتبع في القلاع العمانية غير منضبطة الشكل. فناء القلعة شبه بيضاوي الشكل ومقارب للمستطيل تتوسطه بئر عميقة، وهي محاطة بسور عريض مشيد بالطين والجص وحجارة الفروش، والمونة الطينية اللزجة غير المحروقة ويشبه تصميم القلعة شكل السرطان، يتراوح سمك السور من الأسفل إلى الأعلى ما بين 2.5 متر إلى 1.5 متر، أما ارتفاع السور فيصل إلى 9 أمتار، وفي جوانبه وزواياه يشاهد بروز أحد عشر برجاً عالياً تتصل بجسور ممتدة، وهي ممرات سرية كانت تستخدم أثناء الحروب، إلا أنه مع مرور الوقت تقلص عدد هذه الأبراج ولم يتبق منها سوى ثلاثة. وقد اُتُخِذَت قلعة تاروت في أحد الفترات لتحصين الجنود وتخزين العتاد في تلك الفترة، وكان فيها مقر أو مكتب للحاكم إلى جانب بئر الماء التي تتوسط القلعة التي يُعتقد أنها كانت تستخدم لتخزين المؤونة في فترات الحصار، وكان الجنود يتزودون منها بالماء إلى جانب التمور وفي تلك الفترة الزمنية كان الجنود يأخذون إشارة الخطر من جميع المناطق في القلاع وذلك بإشعال نار فيرى دخانها نهاراً ونارها ليلاً كدليل على وجود الخطر المحدق.

لا تزيد مساحة القلعة الإجمالية عن 600 متر مربع، ولا يوجد بها غرف خاصة لسكن الجنود أو لتخزين المؤونة والذخيرة وكانت الذخائر والمؤن تخزن في بئر القلعة، كما أن القلعة لا تحتوي بداخلها على مصدر للماء، فهي مشيدة على تل مرتفع، بينما تقع عين القلعة خارج الأسوار أسفل التل، ووفقا لهذا الوصف الذي يعكسه تصميم القلعة الحالي فإن قلعة تاروت يتعذر عليها حماية المتحصن فيها حتى من أشعة الشمس، على الرغم من ذلك فإن القلعة مسوّرة وحصينة جداً، حيث أنها تتيح كشف التحركات في أراضي الجزيرة أو البحر، أو السواحل الأخرى القربية كالقطيف ورأس تنورة والدمام. لذا فان المتحصن بها يستطيع الصمود لفترة طويلة قد تمتد لشهور عدة، والتي تعتبر جزءاً من النسيج العمراني داخل أسوار القرية المحصنة المسماة بالديرة، كما تستخدم مساكن الديرة وساحاتها الداخلية في حالة الحرب كأماكن لتخزين المؤن والعتاد، كذلك تقع عين العودة داخل أسوار المدينة، وتجري بعض مجاريها داخل القرية، وهي محمية بأحد أبراج القلعة شبه المربعة، وهو البرج الواقع أعلى العين بهدف منع المتسللين من الوصول إليها.

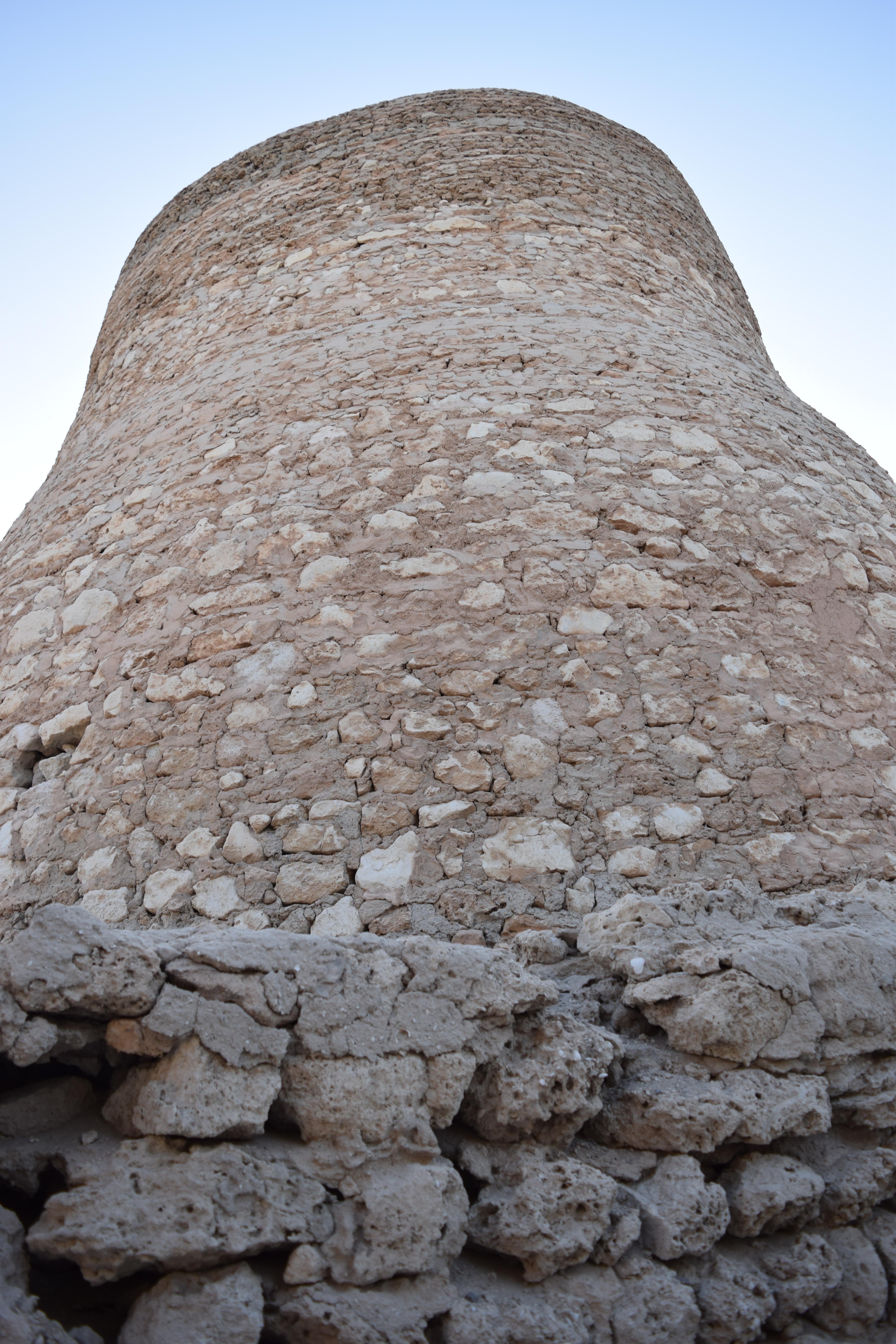
البرج الجنوبي من القلعة.

### الأبراج

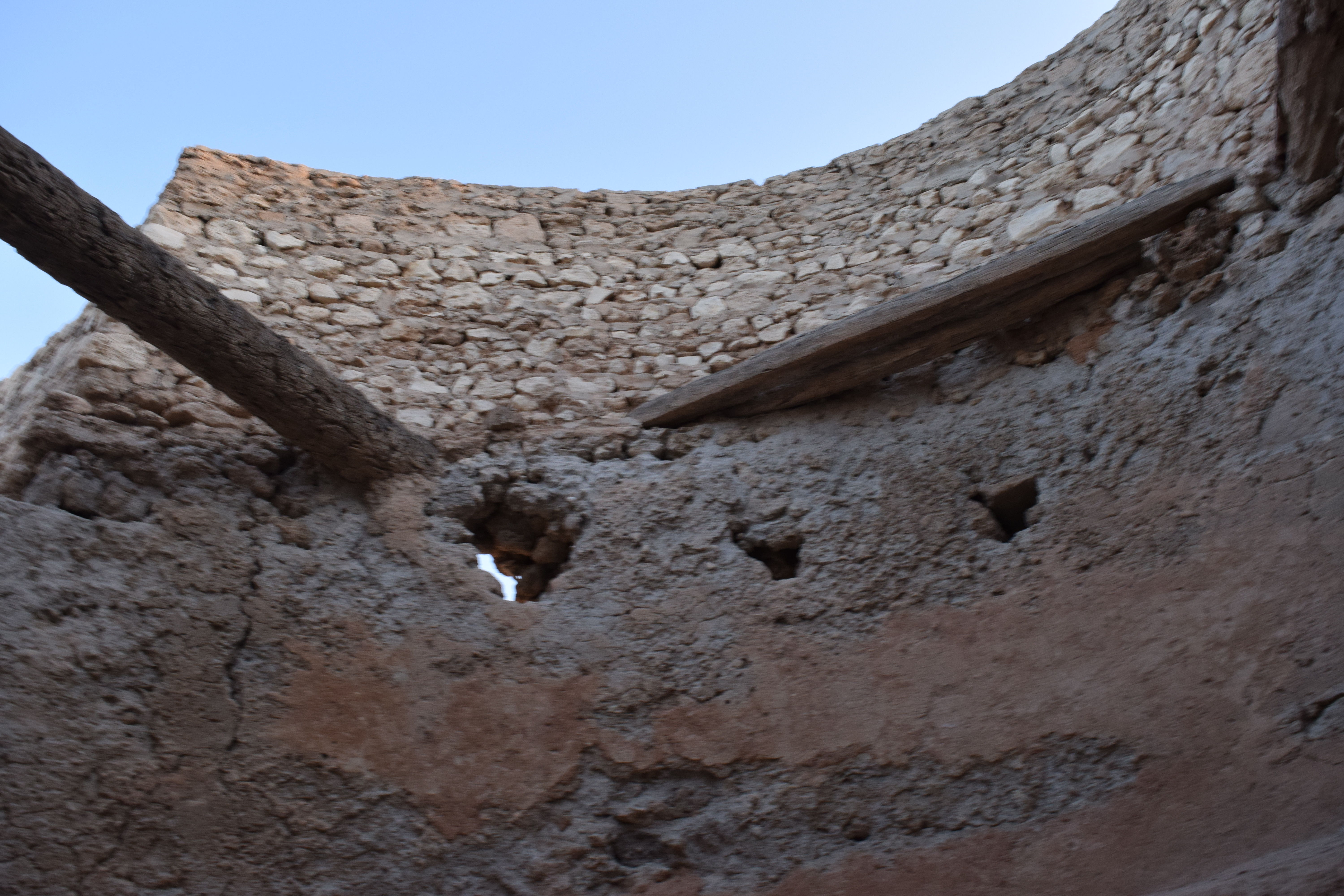
المنظر من داخل البرج الشمالي الغربي.

لقلعة تاروت أربعة أبراج مخروطية الشكل، البرجان الشمالي الغربي والجنوبي الغربي هما البرجان الوحيدان اللذان يظهران في جميع الصور الفوتوغرافية القديمة، وأما البرجان الآخران الواقعان في الجهة الشرقية فلا وجود لهما في جميع الصور الفوتوغرافية القديمة، فالبرج الجنوبي الشرقي تعرض للقصف من قبل قوات الدولة السعودية الأولى قرابة عام 1791م وظل صامداً حتى عام 1916م حيث انهار على أحد المساكن القريبة، وتمت إعادة ترميمه عام 1984م من قبل وزارة الآثار، وأما البرج الشمالي الشرقي المطل على سوق تاروت القديم فدمر بالكامل خلال تلك الفترة. ويبدو أن مدخل قلعة تاروت كان قريباً جداً من هذا البرج حيث يظهر في الصور الفوتوغرافية بقايا سلم حجري قديم، مكون من ثلاث عتبات يقع أمام ركام البرج الشمالي الشرقي، كما أنه من الصعب معرفة الشكل الحقيقي للبرج الرابع، وذلك بسبب تدميره منذ ما يزيد عن 200 سنة تقريباً. وهناك احتمال أن يكون هذا البرج مربعاً شبيهاً ببرج قلعة الدمام المربع الذي يتوسط فناءها، وربما أن هذا البرج كان يحتوي على الباب الرئيسي المؤدي إلى داخل القلعة. وإضافة للأبراج الأربعة الخاصة بالقلعة شبه المربعة توجد هناك أربعة أبراج أخرى مثبتة في السور الخارجي المحيط بالقرية والقلعة معاً، وهذه الأبراج الأربعة هي: برج بيت قيس، وبرج ابن ادبيس، وبرج بيت عبد الواحد، وبرج الرفعة. وهذه الأبراج غير منفصلة عن مباني القرية، بل هي جزء من المنازل ذات الطابقين، وبذلك يكون مجموع الأبراج ثمانية.

### الأسوار

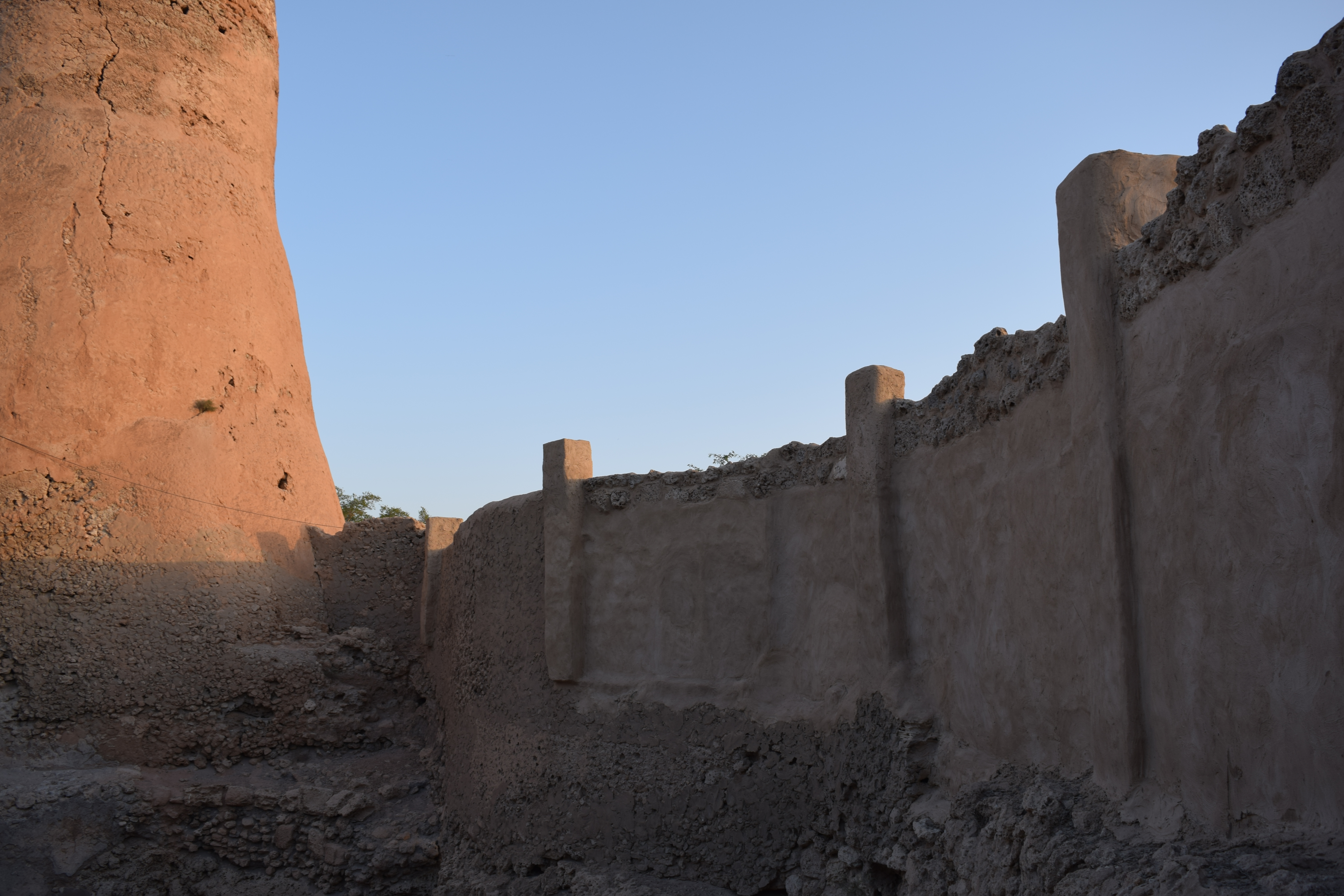
أحد الأسوار التي تحيط بعين القلعة والجزء الشمالي الشرقي منها.

بدراسة الصور الفوتوغرافية القديمة لقلعة تاروت، تبين وجود سور خارجي يحيط بالقلعة، يجعلها داخل حدود قرية تاروت المسورة، وهذا السور كان على شكل شريط مقوس يمتد من أقصى الجنوب الغربي للقرية إلى أقصى الشمال الغربي ويتَّصل هذا السور بالمساكن الجنوبية الغربية ويصبح جزءاً منها، كما أنه يتصل في الجهة الشمالية الغربية بغرف ومرافق حمام تاروت، وبعض أجزاء سوق تاروت القديم، ويتقاطع هذا السور بشكل عمودي بسور آخر يتجه من جهة الغرب إلى الشرق، يحتوي في وسطه على باب يمثل المدخل الرئيسي لقلعة تاروت وقريتها.
أما بالنسبة للسور الذي يحيط بالديرة فإن ارتفاعه يتراوح بين 4 إلى 6 أمتار، وقد أضيف إلى ارتفاعه متر عند ترميمه في العهد التركي، وأما عرض السور فهو متر واحد، ثم أضيف إليه 0.5 متر في فترات متأخرة فأصبح عرضه قرابة 1.5 متر، وكان آخر ترميم لهذا السور في العهد العثماني الأخير خلال الفترة من عام 1871م إلى عام 1912م، وكان للقرية المسوّرة بوابتان تسمى دراويز، الأولى تسمى دروازة العين أو الحمام، ويليها سوق تاروت، والثانية دروازة الشرقية متوسطة بين بيت أمعيبد وبيت العسكري، وهذا السور غير منفصل عن البيوت، بل إن السور بأبراجه يشكل جزءاً من المنازل ذات الطابقين، وهو يغطي الطابق الأول منها، ويروى أيضاً أن للسور بوابة ثالثة يُطلق عليها اسم خادعة وهي بوابة صغيرة تسمح للمزارعين بالخروج إلى مزارعهم والعودة إلى القلعة.

### الخندق
تبين أن المدخل الرئيس للقرية والقلعة الذي يتوسط السور الشمالي يطلق عليه دروازة الحمام وأمام هذا المدخل ساحة كبيرة تقع خارج السور وبها عدد من الدكاكين وهذه الساحة محاطة من جهاتها الأربع، يحدها من جهة الجنوب سور القرية ومن جهة الشرق المحلات التجارية ومن الشمال والغرب يطوقها مجرى الماء أو السيب الجاري من عين العودة متجها إلى قرية سنابس، وهذا المجرى كان في السابق يشكل خندقاً طبيعيًّا يعيق حركة الجنود في حالة الغزو، خصوصاً وأن العدو يبدو مكشوفاً تماماً عند دخوله هذه الساحة، ومعرضا لطلقات البنادق من السور الشمالي والأبراج المرتفعة، وهذا الخندق ورد ذكره في كتاب لمع الشهاب بالنص التالي:
فدخل عبد الله بن سليمان إلى تاروت، وهي محكم بنيان قلعتها، ولها خندق أيضاً فبلغ خبره أحمد بن غانم، فأخذ يحصن نفسه وجماعته في القلعة.
ويبدو أن هذه المجاري أو الخنادق كانت إحدى وسائل الدفاع المستخدمة في منطقة القطيف عموماً، حيث أن الأهالي كانوا ينشئون العديد من الجسور المؤقتة المصنوعة من جذوع النخل لتسهيل عملية الحركة في حالة السلم، وفي حالة الحرب يتم إزالة هذه الجسور لإعاقة حركة العدو، وجاءت الإشارة إلى ذلك في تقارير الوالي أحمد مدحت باشا عند محاصرة قلعة القطيف عام 1871م بالنص التالي:
وعندما وصلت العساكر الشاهانية إلى السوق الواقع خارج القلعة أطلق تجاهها بعض الطلقات النارية، ولكن القائد المذكور تمكن من اكتشاف القلعة، وأمر أهالي القرى المقامة على شكل قلاع والقريبة من القطيف بهدم الأبراج المقامة في هذه القرى وعلى الطريق، كما أمر الأهالي بتوسيع بعض الجسور المقامة بين الحدائق للسماح بمرور المدافع فوقها (انتهى).

### القبو

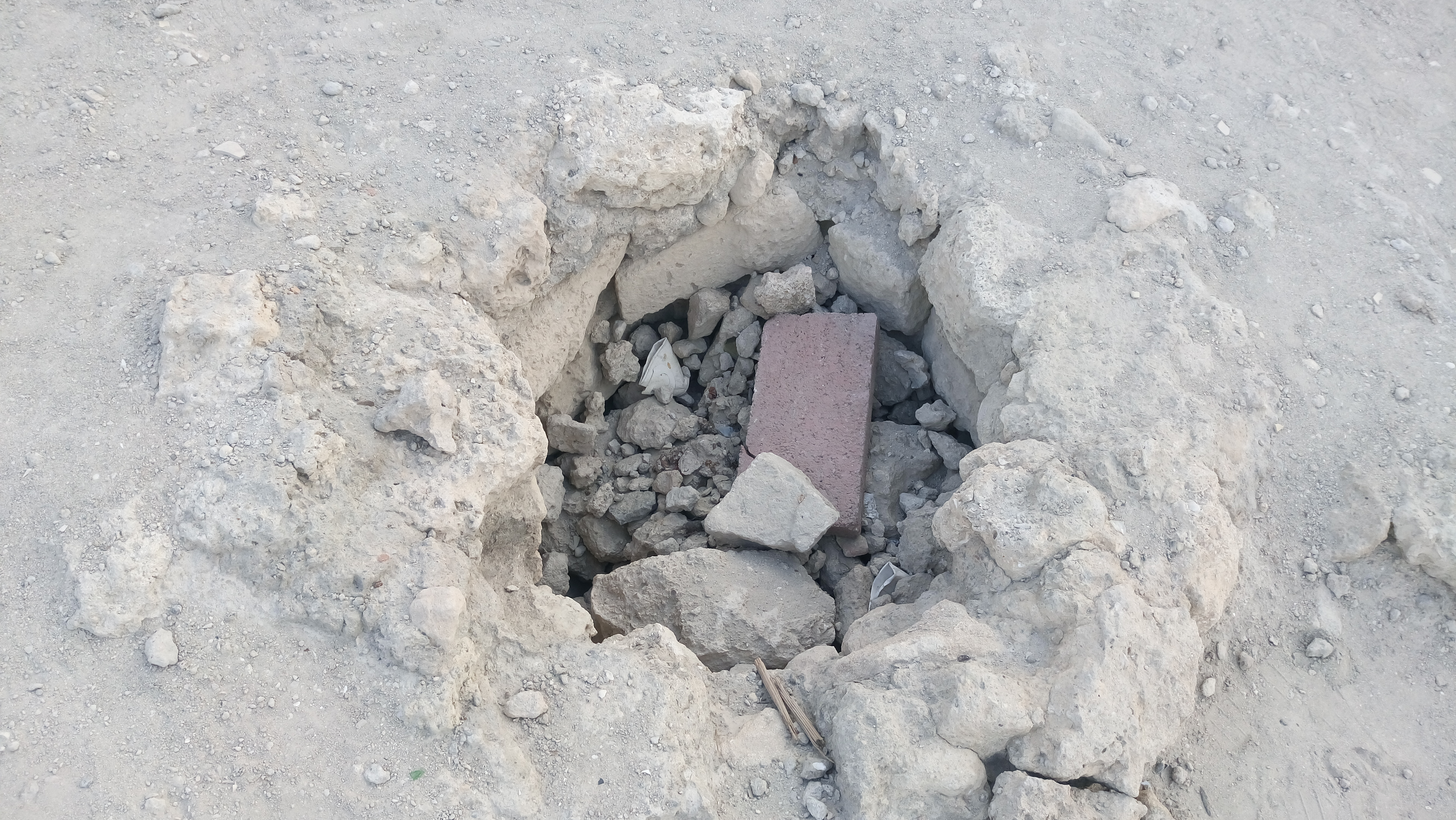
بئر تقع في منتصف قلعة تاروت من الداخل، ويُعتقد أنه كان يخزن فيها المؤونة للجنود أو أنها كانت تفرّع لعين العودة، دُفنت البئر نتيجة الإهمال وتراكم الرمال عليها.

عثر فريق الآثار المشرف على أعمال الترميم التي خضعت لها قلعة تاروت عام 1984م على بئر يتوسط فناء القلعة، وبالتقصي تبين أن هذه البئر كانت عميقة، لذا كان يطلق عليه جب، وكانت تستخدم لحفظ الماء في حالة الحصار، في حين يرى آخرون أن هذا الجب يؤدي إلى قبو تابع للقلعة به مجموعة من الغرف كانت تستخدم لتخزين الأسلحة والمؤونة، وهذا الجب كان متسعاً من الداخل، وقد استخدمه البرتغاليون والعثمانيين كسجن لمن يعصي أوامر الجنود، وكان هذا القبو متصلاً بممر سري يؤدي إلى خارج القصر، وتحديدا إلى منطقة الرميلي، وفي حالة الحصار يستخدم هذا الممر السري لإخلاء القلعة والهرب منها، وهو ذو شبه بالقلاع البرتغالية في عمان إذ أن الجغرافي البرتغالي بدرو باريتو، يذكر في أحد تقاريره عن القلاع البرتغالية في منطقة عمان أن عدداً من هذه القلاع كانت لها أبراج دائرية في كل زاوية، وبها بئر ماء ومخزن للذخيرة تحت الأرض، ويوجد وجه الشبه بين القبو وعدد من العناصر المعمارية المكونة لقلعة تاروت ومخطط قلعة دبا البرتغالية المرفق في تقارير الجغرافي البرتغالي بدرو باريتو.

### السارية
يتضح من صورة فوتوغرافية قديمة أن موقع سارية العلم التي كان يرفع عليها العلم العثماني كان تحديداً أمام البرج الشمالي الغربي، وتحديداً في ساحة القرية المسوّرة، الواقعة خلف السور الشمالي الذي تتوسطه دروازة الحمام، أو المدخل الرئيسي للقرية، وبمقارنة موقع السارية في قلعة دارين ومبنى الميناء برأس تنورة سنجد أن السارية عادة ما تكون بالقرب من المدخل الرئيسي، ومن ذلك فإن مدخل القلعة كان في مكان ما بالقرب من هذه السارية، ويعتقد أنه بالقرب منها يتم قراءة إعلانات الدولة، وأنظمتها باللغتين العربية والتركية، وربما البرتغالية في فترات أخرى سابقة.

## بناء القلعة
اندثرت معظم القلاع في مدن الخليج ولم يبق منها سوى القليل الذي حافظ على طرازه المعماري مقاوماً عاديات الزمن ومن هذه القلاع والحصون قلعة تاروت التي شهدت دولاً وحروباً طاحنة منذ تأسيسها، ولعل السبب الوحيد الذي جعلها تبقى في صمود حتى اليوم ليس طريقة البناء، فعشرات القلاع التي بنيت في المنطقة لحراستها كانت من المادة نفسها وليس الطراز المعماري الحربي، فكل القلاع في المنطقة بُنيت بهذا الأسلوب أو الطريقة المعمارية المحلية التي تعود للعصر العباسي، وإنما السبب الرئيسي هو موقعها الفريد في منتصف جزيرة تاروت وسط غابة من النخيل وعلى مرتفع صخري كما يتوسط جدران القلعة قضبان من الحديد، وهي التي جعلتها متماسكة وواقفة.

### سبب البناء
من غير المعروف حتى الآن سبب بنائها أو هوية من بناها رغم ترجيحات بعض باحثي الآثار ان القلعة ترجع إلى فترة الدولة العيونية حيث أن حاكم القطيف وأكبر شيوخ بني عامر، أبو عصام بن سرحان قُتل فيها في ربيع عام 641هـ على يد الأتابك أبي بكر السلغري. ولكن يرجح بعض الباحثين بأن أهالي القطيف وتاروت من بنوها لتحميهم من هجمات البرتغاليين، إبان غزواتهم، والبعض الأخر يرى أن الغزاة البرتغاليين هم الذين بنوها إبان استيطانهم لها في القرن السادس عشر الميلادي لتحميهم من هجمات العثمانيين ضدهم إلا أنهم اضطروا لتسليم القلعة عام 1559م وخرجوا من تاروت إلى جزيرة أوال (البحرين حالياً). وبعض المؤرخين المحليين يرجعون وجودها إلى زمن القرامطة.

### تاريخ البناء
يؤكد العديد من الباحثين بأن بناء القلعة يرجع لعهد الدولة العيونية (1076- 1238م) وأنها رُممت من قبل الإمبراطورية البرتغالية في 29 مارس، 1544م الموافق 1 جمادى الأولى، 951هـ إبان الغزو البرتغالي للقطيف، ولكن باحثون أخرون يشيرون إلى أن بناء القلعة كان في بداية القرن السادس عشر الميلادي بين عامي 1515م - 1521م، حيث أنها تعود إلى زمن البرتغاليين أثناء تواجدهم في منطقة الخليج حيث حكم البرتغاليون منطقة الخليج حتى عام 1650م، أي ما يقارب أكثر من 150 سنة من الحكم، وبُنيت قلعة تاروت في سبيل السيطرة على المنافذ التجارية وكانت تعد من القلاع التي بناها البرتغاليون للسيطرة على الخليج العربي ومساندة قلعة هرمز على مدخل الخليج حيث قرر البرتغاليون السيطرة على مضيق هرمز لمنع التجارة بين العرب وبين بقية البلدان ولاسيما الهند. فبالإضافة إلى قلعة تاروت تم بناء عدة قلاع في عمان وخورفكان وجلفار. في عامي 1551 و1552م هاجمت القوات التركية قلعة القطيف ونجحوا في طرد البرتغاليين. كما قامت القوات التركية بمهاجمة قلعة مسقط ودمروها ثم اتجهت القوات التركية إلى البحرين وقامت بمحاصرتها لعدة أشهر ولكنهم لم يتمكنوا حينها من السيطرة عليها فعادوا أدراجهم. في عام 1602م نجح الشاه عباس في طرد البرتغاليين من البحرين وانحسر المد البرتغالي على منطقة الخليج بتوقيع المعاهدة بين إيران والإنجليز في عام 1635م وكذلك بوفاة القائد البرتغالي روي فري ريجونغرادا والذي عجّل بخروج البرتغاليين من منطقة الخليج.

## عين القلعة

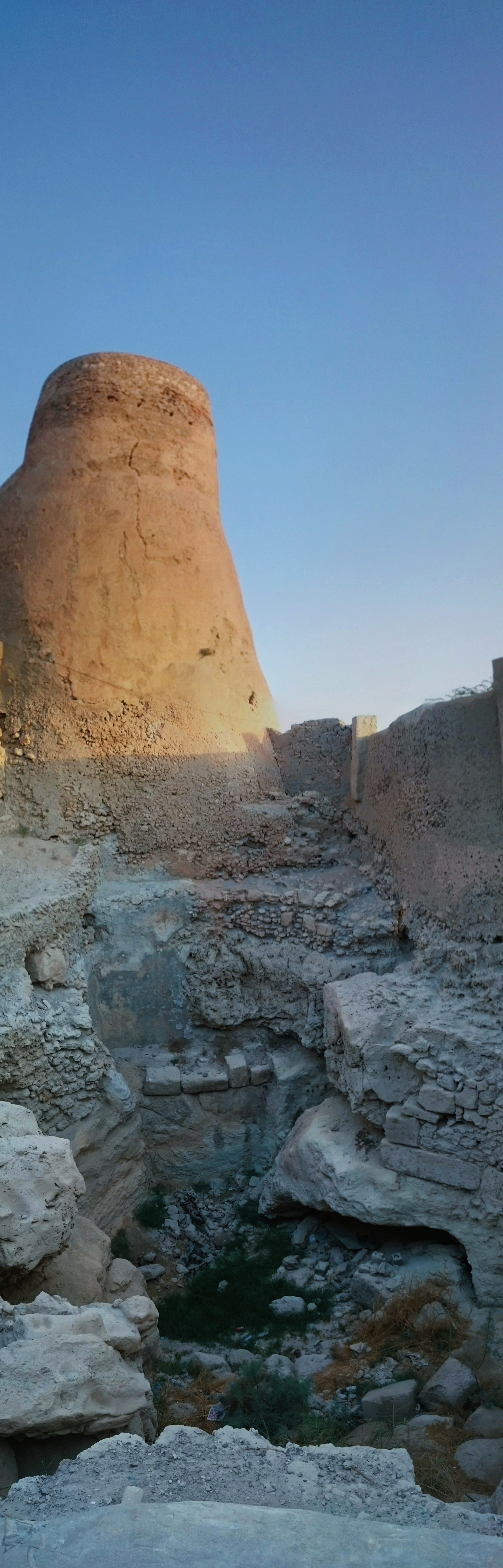
برج قلعة تاروت الشمالي الشرقي، وعين العودة الجافة

عين العودة أو العين العودة أو عين الحمام أو عين الحلقوم أو عين تاروت أو عين القلعة وتسمى بعين العودة وذلك لقدمها وهي عين كبريتية يعود تاريخها إلى ما قبل 4 آلاف عام وتسقي جزيرة تاروت بأكملها وكانت تحتوي على مياه معدنية يقصدها المرضى للاستشفاء، وكان يخرج من العين ماء حار وبخار شتاءً وماء بارد فاتر صيفاً، وهي تعد من العيون الطبيعية الجوفية الكبيرة وهي عميقة، ومسورة من ثلاث جهات، والجهة الرابعة لا تحتاج لسور، فالبرج الشمالي للقلعة كان بمثابة السور، وكان ماء هذه العين مقدسا عند أبناء الحضارات التي سادت ذات يوم إذ أن كثير من الديانات كانت تقدس المياه أو تعطيها صبغة ذات قداسة حتى يومنا هذا، أما حالياً فقد نضبت العين ولا يوجد بها ماء رغم محاولات لإعادة إحيائها.
كان يلجأ إليها الرجال والنساء على حد سواء في أوقات محددة لكل منهما ومازالت آثارها موجودة. كما أن للعين أهمية، فهي محفورة داخل الصخور وتطل على قلعة تاروت حيث تضم جحورا ولحوفا بداخلها وتنورها قريب من قاعدة القلعة. وكانت عين العودة خاصة بالنساء في الماضي حيث كن يغسلن الملابس على أطرافها واستخدمت فيما بعد من قبل الرجال على فترات بل وروت بعض النسوة أنهن كنّ يرتدن عين العودة في الوقت الذي كانت العين خاصة بالنساء، وكانت هناك صخرة سقطت في الماء فحاولن أن يرفعنها فوجدن في الجانب الآخر منها رسماً لتمثال بنهدين بارزين فرمينها وهربن إلى بيوتهن خائفات. كما كانت العين مليئة بالضفادع والأسماك الصغيرة (حوارسين) وبعض الأوقات كانت توجد أسماك كبيرة وكانت مقصداً للغواصين والبحارة من الساحل الشرقي ودول الخليج، خاصة الكويت والبحرين.
ويتفرع الحلقوم منها، وهو عبارة عن المجرى الخاص لحمام عين تاروت فكان الحلقوم يخرج من العين إلى بركة في الجهة الغربية حيث كانت مغتسلاً للنساء ويجاورها تل يحيط بها، وقد ذكره جيفري بيبي رئيس البعثة الدنماركية التي تولت عملية التنقيب في الستينات الميلادية في مؤلفه كتاب دلمون، وعرفت تاروت في التاريخ بحضارة دلمون باربار التي كانت تتركز في هذا التل المجاور لعين العودة وهي تعتبر من أساس حضارة جزيرة تاروت.
كما تزود بلدة دارين بالماء حتى عام 1937م، حيث كانت تجري مياهها مشكلة رافدًا صغيرًا يمتد من وسط جزيرة تاروت، وبالتحديد من موضع النبع أسفل القلعة، وتجري باتجاه الجنوب، وصولا إلى طرف بلدة دارين الشمالي الشرقي، وتحديدًا بالقرب من مقر نادي الجزيرة بدارين حاليًّا، في موضع يطلق عليه محليًّا القنطرة، ويصب في نهاية المطاف في البحر قاطعًا مسافة تزيد على 1500 متر، وكان أهالي بلدة دارين عادةً ما يقطعون يوميًّا مسافة 1000 متر مشيًّا على الأقدام وصولا إلى نهاية مجرى عين العودة، أو إلى القنطرة للتزود بالماء.
وتتكون العين من طبقات أربع، فالأولى منها تعرف بالطبقة التجويفية الخارجية والذي تشكل به الشكل الهندسي الخارجي للعين. أما طبقتها الثانية فهي عبارة عن نتوءات صخرية تبرز في جدران العين الداخلية. أما في الطبقة الثالثة يوجد بها سرداب طويل ومجرى مائي تنتقل من خلاله مياه العين للمزارع، وهذا الجزء أكثر الأجزاء ضيقاً إذ يمتد بعده قاع العين الذي يتكون من طبقة رسوبية تتدفق من خلالها المياه الجوفية ومنه تتغذى العين بالمياه الجوفية المنبعثة من باطن الأرض. ولكن سرعان ما نضبت، وكانت تدفع السباحين للأعلى بسبب قوة تدفق مياهها.
يقول أحد سكان جزيرة تاروت: استدعيت مع نفر من تاروت لمشاهدة بعض الزخارف الإسلامية في بيت يبعد عن عين العودة حوالي مائتي متر، وكان في البيت بئر لا يزال ماؤه في قعره حتى وقت الزيارة، وذكر أنه فيما مضى كان الغاصة من أهل تاروت ينزلون إلى قعر البئر ويخرجون من العين المذكورة، فإن صح هذا القول فإنه يؤكد وجود قناة تحت الأرض تصل بين العين والبئر، وهو دليل آخر على أن الديرة القديمة قد شيدت على أنقاض بلدة قديمة، ويُذكر أن البيت يعود إلى الدكتور جميل الجشي.

## تاريخ القلعة
أقدم ذكر للقلعة ورد في الوثائق الخطية البرتغالية والعثمانية، فتذكر الوثائق البرتغالية أن مجموعة من القوات البرتغالية تمركزت في جزيرة تاروت، وسارعت في ترميم القلعة في 29 مارس 1544 ومن المؤكد انه تم استخدامها لفترة قصيرة من قبل القوات البرتغالية ثم العثمانية، حيث لم تذكر قلعة تاروت في المصادر التاريخية القديمة، ويُرجح أنها كانت من قلاع الدولة العيونية حيث يرجع تاريخ بناؤها لعام 468هـ / 1076م  حيث شُيدت فوق أنقاض أساسات مبانٍ قديمة تعود إلى 5 آلاف عام قبل الميلاد، ويمكن مشاهدة الأساسات مجموعة من الحجارة المصقولة والمتراصة بشكل منتظم تمثل مبنى أقدم، يقع إلى جوار هذا المبنى نبع ماء عميق يتصل بقناة تؤدي إلى بركة حجرية مكشوفة، حيث كان المبنى هيكلاً للمعبودة الوثنية لشعوب الخليج العربي قديماً عشتاروت أو عشتار.

### عهد ما قبل القلعة (5000 سنة قبل الميلاد)
تقع القلعة على تل مرتفع عُثر فيه على آثار قديمة من ضمنها تمثال الملكة السومرية عشتار. ويُعتقد أن هذا التل يقع تحته معبد الملكة عشتار حيث قامت ببنائه بعدما طردها الملك جلجامش من بلاد ما بين النهرين ويقال أيضاً أنها بنيت على أنقاض هيكل عشتاروت لآلهة الفينيقيين بجوار عين ماء اشتهرت باسم عين العودة وذلك في القرن السادس عشر الميلادي على أنقاض سابقة تعود إلى حوالي خمسة آلاف سنة قبل الميلاد.

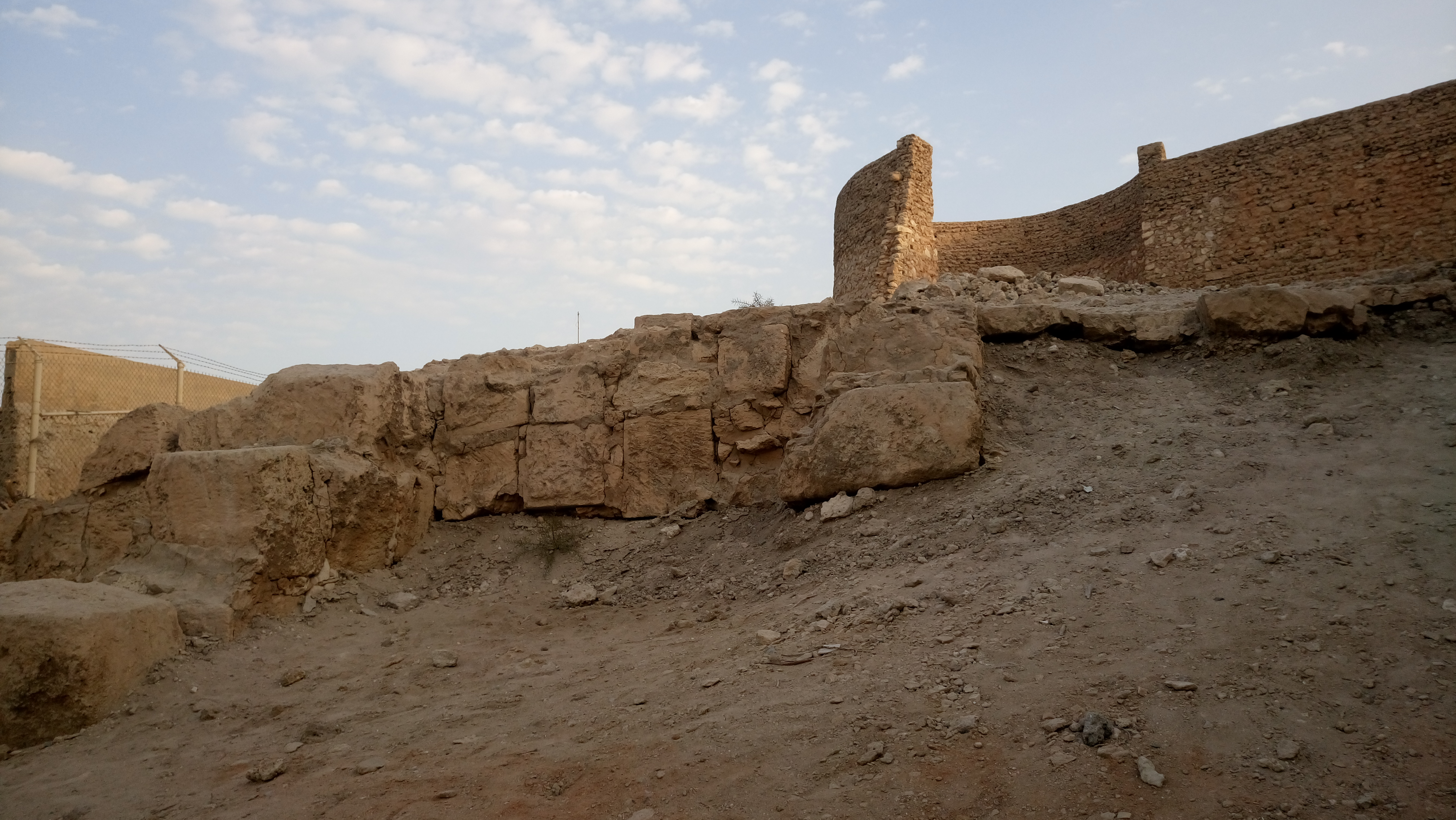
صخور المعبد الأساسي التي بنيت عليه القلعة.

### العهد البرتغالي (1518 - 1650م)
حكمت البرتغال منطقة الخليج ما يقرب من 150 سنة. وفي سبيل السيطرة على المنافذ التجارية قرر البرتغاليون السيطرة على مضيق هرمز لمنع التجارة بين العرب وبين بقية البلدان من أهمها الهند. ففي عام 1507م قام القائد البرتغالي ألبوكيرك ومعه سبع سفن حربية وأكثر من 500 عسكري بالسيطرة على مسقط وخورفكان وصور متجهاً إلى قلعة هرمز القوية والحصينة. قام الأسطول البرتغالي بترسية سفنه قبالة قلعة هرمز. وبعد ثلاثة أيام من المداولات بين البرتغاليين وملك هرمز، قرر القائد البرتغالي مهاجمة مدينة هرمز. وانتهت المواجهة باستسلام هرمز ودخولها في التاج الملكي البرتغالي. وفي سبتمبر 1507م، تعهد ملك هرمز على دفع ضريبة لملك البرتغال مقابل بقاءه ملكاً على مملكة هرمز. عندها بدأ القائد البرتغالي في بناء أحد الحصون في 24 اكتوبر 1507م.
وأثناء العمل في بناء القلعة، حدث تمرد على القائد البرتغالي بمساعدة ملك هرمز وبعض القادة البرتغاليين مما اضطر القائد البرتغالي إلى ترك المدينة. وفي مارس 1515م، عاد ألبوكيرك مرة أخرى ولكن هذه المرة جاء بقوة عسكرية تبلغ 27 سفينة حربية وأكثر من 1500 مقاتل برتغالي و 700 من المرتزقة. ونجح القائد البرتغالي في إعادة السيطرة على مدينة هرمز في أوائل أبريل 1515م. وبذلك تمكن من السيطرة على جميع القلاع والحصون على الخليج العربي مثل جلفار والبحرين والقطيف وخورفكان لأنها كانت تتبع ملك هرمز. واستمر حكم البرتغاليين لمنطقة الخليج حتى عام 1650م.
ويرجح أن البرتغاليون بنوا قلعة تاروت خلال سنوات 1515م-1521م وتحصنوا فيها لفترة من الزمن، واستخدموها لست سنوات سيطروا فيها على المنطقة. وكانوا يأخذون إشارات الخطر من جميع أنحاء المناطق القريبة في ذلك الوقت، منها دارين وصفوى وسيهات وقلعة القطيف وعنك، وكانت الإشارة إشعال نار يُرى دخانها نهارً وضوؤها ليلاً كدليل على وجود خطر محدق وكذلك استخدمت لمراقبة السفن المارة بالقرب من الجزيرة. واحتلت القلعة من قبلهم بعض بضع سنوات حتى خلفوا كل قلاعهم وحصونهم وثكناتهم وتركوا المنطقة إلى غير رجعة.

### العهد العثماني (1871-1912م)

#### احتماء بنو خالد بقلعة تاروت
في عام 1791م غزا الإمام سعود بن عبد العزيز بلاد القطيف واستولى عليها مع جميع توابعها، وأثناء هذا الغزو فرَّ عبد الله بن سليمان المهشوري قائد الجيش الخالدي بعد أن انهزم في وقعة الجارودية، وذهب إلى قلعة تاروت، وتحصن فيها استعداداً لحرب ابن سعود، وبعدما فرغ القائد السعودي إبراهيم بن عفيصان من إحكام سيطرته على القطيف، أرسل أخاه فهد بن عفيصان بألفي مقاتل إلى تاروت لحرب بني خالد، فسيطر فهد بن عفيصان أولاً على جميع أراضي جزيرة تاروت، ثم طلب المدد فأمدهم إبراهيم بن عفيصان بألف مقاتل، فأصبح إجمالي عدد المقاتلين 3000 رجل، فزحف بهم إلى قلعة تاروت وحمل عليها، ولكن في أثناء هذا الهجوم قتل العديد من رجال ابن عفيصان، فاضطر للانسحاب عن القلعة مسافة حوالي 2.5 كيلومتر، ثم عاد إلى موضعه الأول واستمر في حصار القلعة، وفي إحدى الليالي تشاور القائد الخالدي المتحصن في قلعة تاروت مع عدد من أصحابه في الخروج من القلعة لحرب السعوديين بغتة، فأجابوه وخرجوا فانهزم فهد بن عفيصان ورجاله، فطلب فهد المدد من أخيه إبراهيم الذي حصل على المدد من الدرعية بقيادة صالح بن راشد الدوسري وسار بهم نحو تاروت والتحق بجيش أخيه، ولما سمع بنو خالد بهذا الخبر دخلوا قلعة تاروت وتحصنوا فيها، ولكنهم أيقنوا بأن لا طاقة لهم على حرب السعوديين، فحاصرهم إبراهيم بن عفيصان لمدة عشرين يوماً، ورمى قلعة تاروت بالمدافع، ويعتقد أن الهجوم كان من الجهة الشمالية حيث تقع دروازة الحمام والتي تعتبر المدخل الرئيسي المؤدي إلى قلعة تاروت والقرية المسوَّرة، ونظراً لشدة القصف المدفعي تهدم النصف الشرقي من قلعة تاروت، وأجزاء من السور الشمالي، فتقدم إبراهيم بن عفيصان وعسكره، فوقف الخوالد وعددهم 800 رجل عند السلم المؤدي للقلعة وهم يدفعون المقاتلين بالحراب، وفي هذه الأثناء انتشر السعوديون داخل القلعة وتسلموا الكوى، فانهزم عبد الله المهشوري، وبعد هذه المعركة أحكم السعوديون سيطرتهم على كامل منطقة القطيف.

#### استيلاء آل خليفة على قلعة تاروت
بعد سيطرة السعوديين الكاملة على الأحساء والقطيف هاجموا قطر والبحرين اللتين كانتا تحت حكم آل خليفة العتوب واستولوا عليهما أيضاً، وجعلوا آل خليفة تابعين لحكمهم، وعينوا رحمة بن جابر الجلاهمة أميراً على الدمام، وحدثت صراعات طويلة بين آل خليفة ورحمة بن جابر الجلاهمة انتهت بمقتله بالقرب من رأس تنورة قرابة عام 1830م، وعندما قتل الإمام تركي بن عبدالله آل سعود مؤسس الدولة السعودية الثانية عام 1834م انسحب ابنه فيصل من منطقة القطيف إلى الدرعية، وعندئذ تحرك حاكم البحرين الشيخ عبد الله بن أحمد آل خليفة واستولى على قلعتي دارين وتاروت اللتين يذكر بأن دخلهما السنوي كان آنذاك 30,000 دولار سنوياً.

#### الشيخ مشرف يحتمي بقلعة تاروت
بعد أن ضم الشيخ عبد الله بن أحمد آل خليفة الدمام وتاروت ودارين إلى ملكه، فكر في توسيع نفوذه باحتلال الأحساء مستغلاً اضطراب الدرعية لمقتل الإمام تركي بن عبد الله آل سعود، فاتصل بشيخ وزعيم قبيلة العماير يسمى مشرف، وحثه على مهاجمة القطيف والأحساء، ولكن الأمير السعودي عمر بن عفيصان حاكم الأحساء تصدى لهذا التمرد، وهزم الشيخ مشرف العميري الذي انسحب إلى قلعة تاروت وتحصن فيها، ونتيجةً لذلك وصل الجيش السعودي إلى تاروت بقيادة عبد الله بن مشاري، وحاول اقتحام قلعة تاروت، ولكن المحاولة تلك باءت بالفشل، فتحرك أمير البحرين ونفذ حصاراً بحرياً على القطيف والعقير بهدف إضعاف حكومة نجد.

#### قلعة تاروت كمقر للعثمانيين
وفقاً لوصف قلعة تاروت في التقارير الإنجليزية خلال فترة الحكم العثماني الأخير خلال الفترة (1871-1912م) فإن المؤرخ ج. ج. لوريمر يذكر أن القلعة كانت في تلك الفترة في حالة سيئة جداً، وبها قوة تركية مكونة من عشرة رجال، ولم يبين لوريمر أي تفاصيل ترشد إلى مكان إقامة هؤلاء الجنود أو حتى طبيعة أعمالهم، ولكن يُعتقد بأن مهامهم كانت مقسمة بين مهمة صيانة المدافع ومهمة رفع وتنكيس العلم العثماني، ومهمة فرقة الخيالة المسؤولة عن أمور الحراسة والدوريات الأمنية والمراقبة وفتح أبواب القرية نهاراً وإغلاقها ليلاً.

#### قلعة تاروت وفقاً للتنظيم العثماني
كانت تاروت في العهد العثماني الأخير (1871-1912م) جزيرة تابعة لقضاء القطيف التابع لمتصرفية لواء نجد الملحق بولاية البصرة، ووفقاً لهذا النظام الإداري كان القائم مقام يمثل الحاكم المحلي، أكبر موظف إداري في القضاء، ويعين من قبل الحكومة المركزية في الاستعانة، ويعين القائم مقام معاونين له في جميع النواحي التابعة للقضاء يطلق عليهم مدراء النواحي، وهؤلاء بدورهم يعيِّنون لهم معاونين في القرى التابعة للناحية، ويسمى هذا المساعد مختاراً أو عمدة، وتعد القرية وفقا لهذا النظام أصغر وحدة إدارية، وعادة ما يكون المختار من أسرة بارزة وذات نفوذ، وكان دوره ونفوذه يفوق ما يحدده النظام العثماني، فقد كان المختار يتمتع بالنفوذ والهيبة، ولذا كانوا في تلك الفترة يمثلون جسراً بين السلطة والمواطن العثماني، ومن أهم مهام المختار التالي:
1. تقديم شهادة إثبات ملكية العقارات ونقلها.
2. مرافقة رجال الشرطة عند مداهمة منازل المطلوبين.
3. إبلاغ أوامر الدولة وقوانينها وأنظمتها لسكان القرية.
4. تبليغ الأفراد المطلوبين للحضور للدوائر الرسمية.
5. المصادقة على الكفالات التي تطلبها الحكومة.
6. تحصيل ضرائب الحكومة.
7. إعلام مدير الناحية بالحوادث التي تحصل في منطقته.

ووفقاً لإحدى الوثائق تبين أن مختار قرية تاروت سنة 1872م كان رجلاً اسمه علي بن عبد الله بن مشيرب، ونص الوثيقة كالتالي:
أقول وأنا الفقير إلى الله تعالى علي بن عبد الله بن مشيرب مختار قرية تاروت قد قبضت وتسلمت من يد محمد بن سلمان أهل العوامية ستماية واثنين وثمانين قرانا ونصف قران من وجه زكاة تمر بساتينهم بقرية تاروت وأعطيت ها السند وفيه الكفاية 18 ذو القعدة 1289هـ.
-علي بن عبد الله بن مشيرب
يعتقد بأن البحث عن التفاصيل بخصوص هذا المختار ومكان سكنه في قرية تاروت ومعلومات أخرى عنه ستؤدي إلى كشف حقائق جديدة حول تاريخ تاروت وقريتها.

## ملحقات القلعة

### مقهى قلعة تاروت الشعبي
أنشئ مقهى عام 2004م بالقرب من القلعة على الطريقة الشعبية والتراثية، يقع في الطرف الغربي من بلدة الديرة في جزيرة تاروت بجانب قلعة تاروت الأثرية، ويتكون المقهى من مساحة لا تتجاوز 4 أمتار مربعة، وتم تجهيزه بمعدات بسيطة من سعف وجذوع النخل والدنجل ويقدم الوجبات الشعبية وبعض المشروبات الساخنة والباردة التي تعود الناس على تناولها كالشاي والقهوة العربية، فضلاً عن المشروبات الغازية وما إلى ذلك، ورغم ضيق المقهى الذي لا يتسع سوى لخمس طاولات متلاصقة إلا أن رواده في ازدياد من أجل تداول الأخبار المحلية والأحاديث العامة، كما أن قرب المقهى من قلعة تاروت الأثرية إلى جانب السوق وعين العودة هو ما جعله أحد أبرز المواقع السياحية. إن وجود المقهى بجانب قلعة تاروت الأثرية إضافة إلى كونه انشئ على الطراز القديم يضفي عليه نكهة شعبية جميلة، فوجود سعف النخل والدنجل وجذوع النخل والفوانيس القديمة وبعض الديكورات الشعبية يجعله مكاناً مناسباً لهذا الغرض.

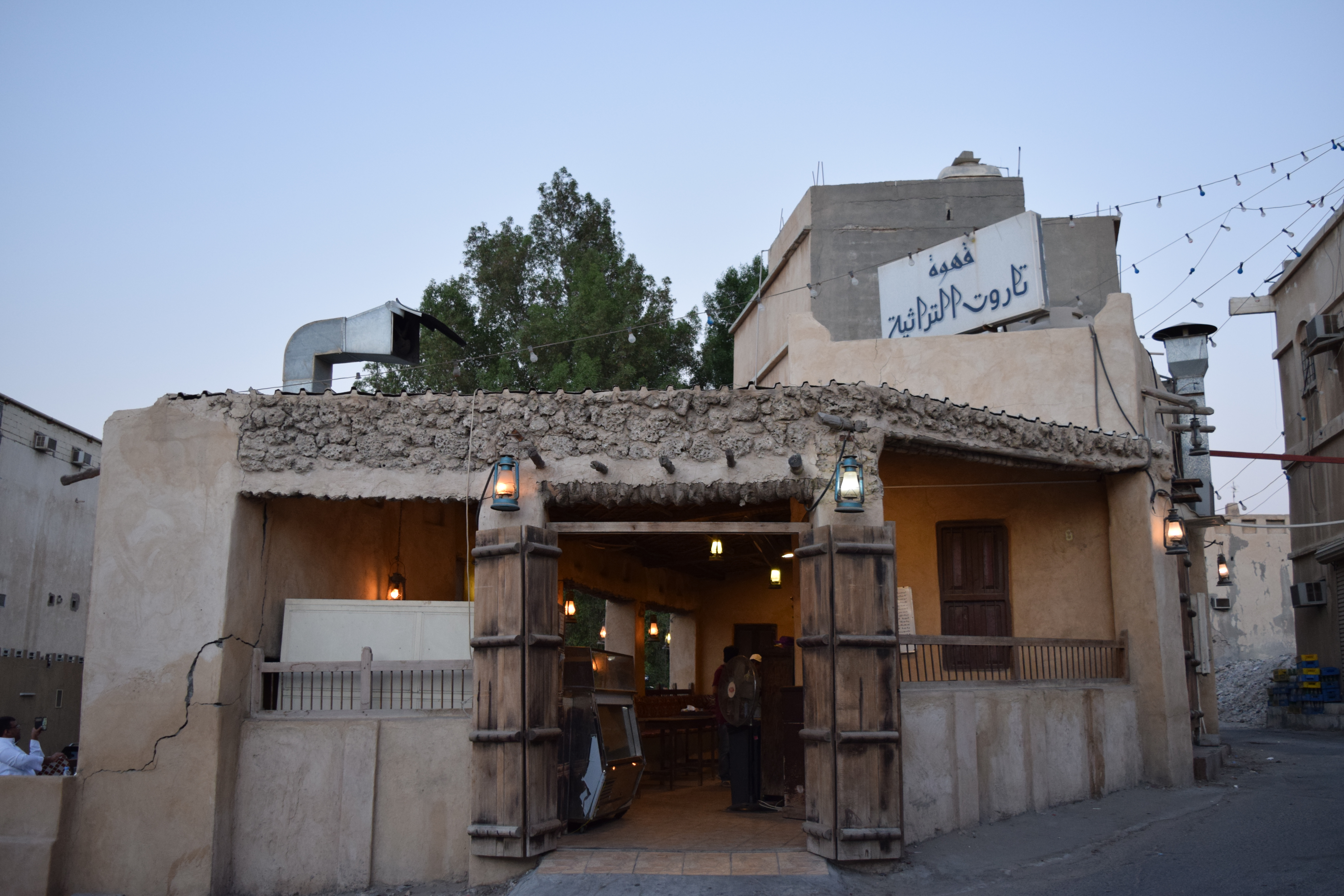
مقهى تاروت الشعبي والذي يقع بجوار القلعة مباشرةً.

أسس المقهى حسن علي الصفار وشريكه عبد العزيز الخباز ووضع فكرة المقهى بهدف جمع كبار السن ليكون مجلساً لهم يتحدثون من خلاله عن همومهم وذكرياتهم التي يستفيد منها الجيل الناشئ في توثيقها وكتابة حضارة المنطقة قديماً. خاصة وأن المنطقة التي يقع فيها المقهى كانت سابقاً موقعاً لعدد من المقاهي الشعبية القديمة التي كانت تشهد تواجد الناس بمختلف فئاتهم العمرية والسنية فيها، هذه المقاهي معروفة بأسماء أصحابها مثل (العقيلي، الشيخ، الحجيرات، الناصري) قد انقرضت بفعل تطور الزمن وبعد وفاة أو توقف أصحابها فكان مشروع مقهى قلعة تاروت البديل لذلك بعد ذهاب تلك المقاهي القديمة. كما يتميز المقهى برخص أسعاره وترحيبه لكافة الناس من كل الأعمار والأعراق ويكون المقهى بمثابة مركز تعريفي عن الجزيرة يحكي فيه كبار السن للأجانب والسياح القادمون من الأراضي البعيدة عن تاريخ هذه الجزيرة وعراقتها.
ومن أهم العقبات التي واجهت المشروع في بداية التأسيس خضوع الموقع لملكية أكثر من شخص فكان على مؤسس المقهى التفاهم معهم جميعاً وكذلك كان موضوع العمالة فكان التطلع أن يدار المشروع بعمالة محلية إلا أنه لم يتوفر أحد لأخذ دور العمل في المقهى. كما أغلق المقهى مؤقتاً من قبل بلدية تاروت بسبب بناء المقهى من الخشب والخوص بنفس طريقة البيوت الشعبية القديمة والذي يؤدي إلى نشوب حريق نظراً للتعامل مع المشروبات الساخنة والشواء، إلا أنه تم حل المشكلة مع البلدية خصوصاً بعد ترخيصه من قبل الهيئة العامة للسياحة والآثار (تغير مسماها لاحقا إلى الهيئة العامة للسياحة والتراث الوطني) والتي عملت على تطويره أكثر وأصبح المقهى معروفاً بين جميع أهالي البلدة وصار يقصده كل من يأتي إلى المنطقة حتى أن عدداً من السياح الأجانب ومن بينهم سفراء قدموا من ألمانيا والنرويج وهولندا وأمريكا وبريطانيا أتوا إلى المقهى وتم توفير المأكولات الشعبية لهم، فضلاً عن الزوار من الدمام والخبر والأحساء والقطيف يقدم المقهى الشاي والقهوة واللحم والدجاج المشوي إضافة إلى بعض المأكولات الشعبية كالحمص والفاصوليا والشوربة والمعكرونة.

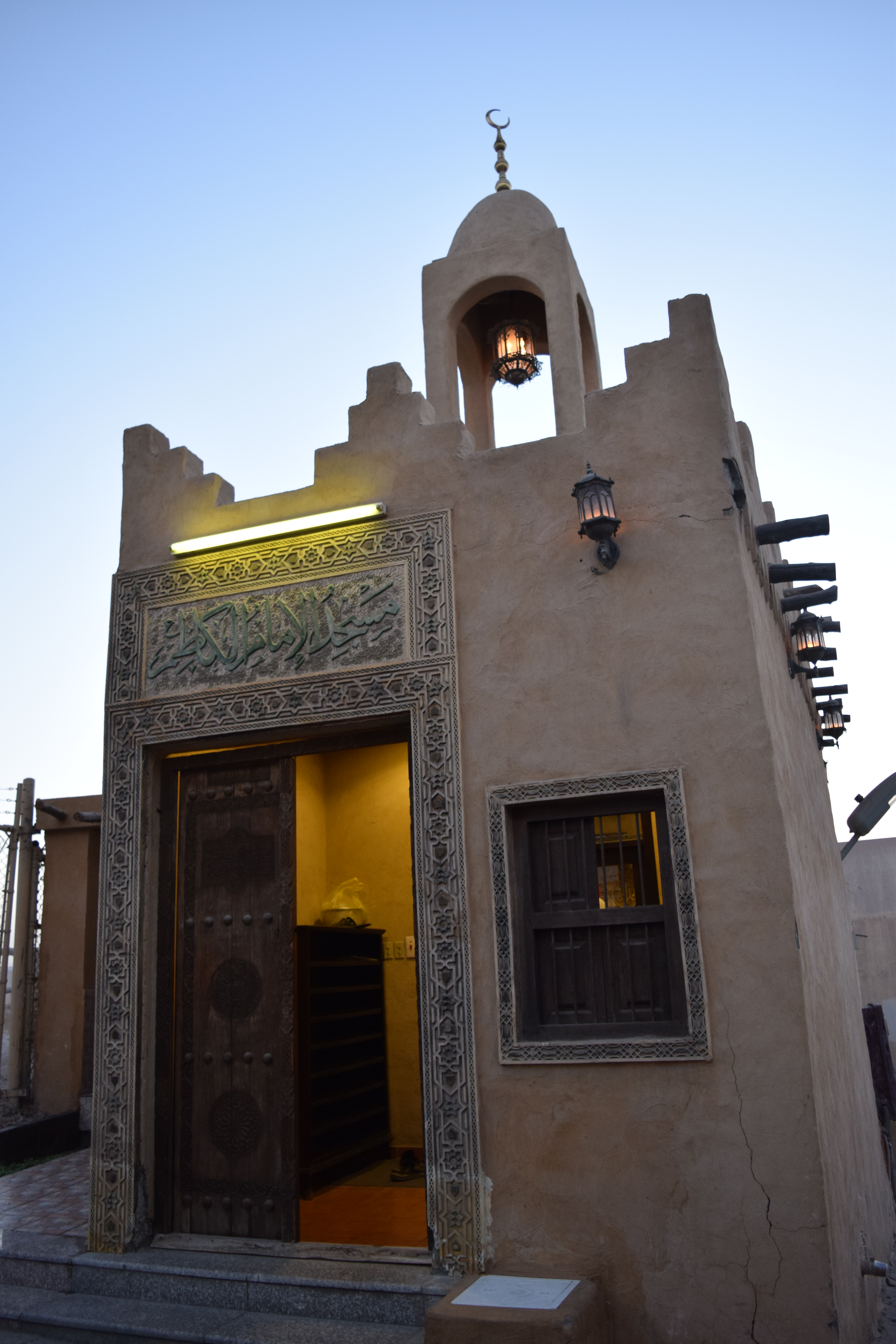
صورة أمامية لمسجد الكاظم الذي يقع بجانب القلعة.

### مسجد الإمام الكاظم
مسجد الكاظم أو مسجد القلعة أو مسجد العين وهو مسجد صغير يتكون من غرفة واحدة ودورة مياه يقع بجوار القلعة وقد بني على الطراز الشعبي القديم.

### سوق الحرفيين
في تاريخ 22 يوليو، 2011م سلم المقاول المسؤول عن ترميم وتهيئة سوق الحرفيين ويشمل مشروع سوق الحرفيين إعادة تهيئة الدكاكين قديمة مجاورة لقلعة تاروت التاريخية وتصميم وتصنيع أبواب خشبية تحاكي التصاميم القديمة للأبواب الخشبية لكل دكان، مزينة بالنحاس والنقوش التراثية بمساحة 112 متر مربع وتم عمل روازين بتصاميم تاروت التراثية وعمل أسقف من الجندل والباسجيل والحصير وتصميم وتنفيذ أبواب خشبية ونحتها بتصاميم تراثية وربط جميع المبنى بجسور لتقوية السقف. كما يشمل المشروع إيجاد مراكز تضم الحرفيين لمزاولة حرفهم فيها بصورة دائمة بدلاً من تشتتهم في أماكن متعددة، مما يساهم في تشجيع الحرفي على الاستمرار في العمل، وإتاحة الفرصة لتسويق منتجاته على الزائرين والسياح، وكذلك الاستفادة من المباني المجاورة لقلعة تاروت، وترميمها والمحافظة عليها، وتهيئتها لتكون مركز جذب لعمل الحرفيين، وللسياح وزائري المنطقة.

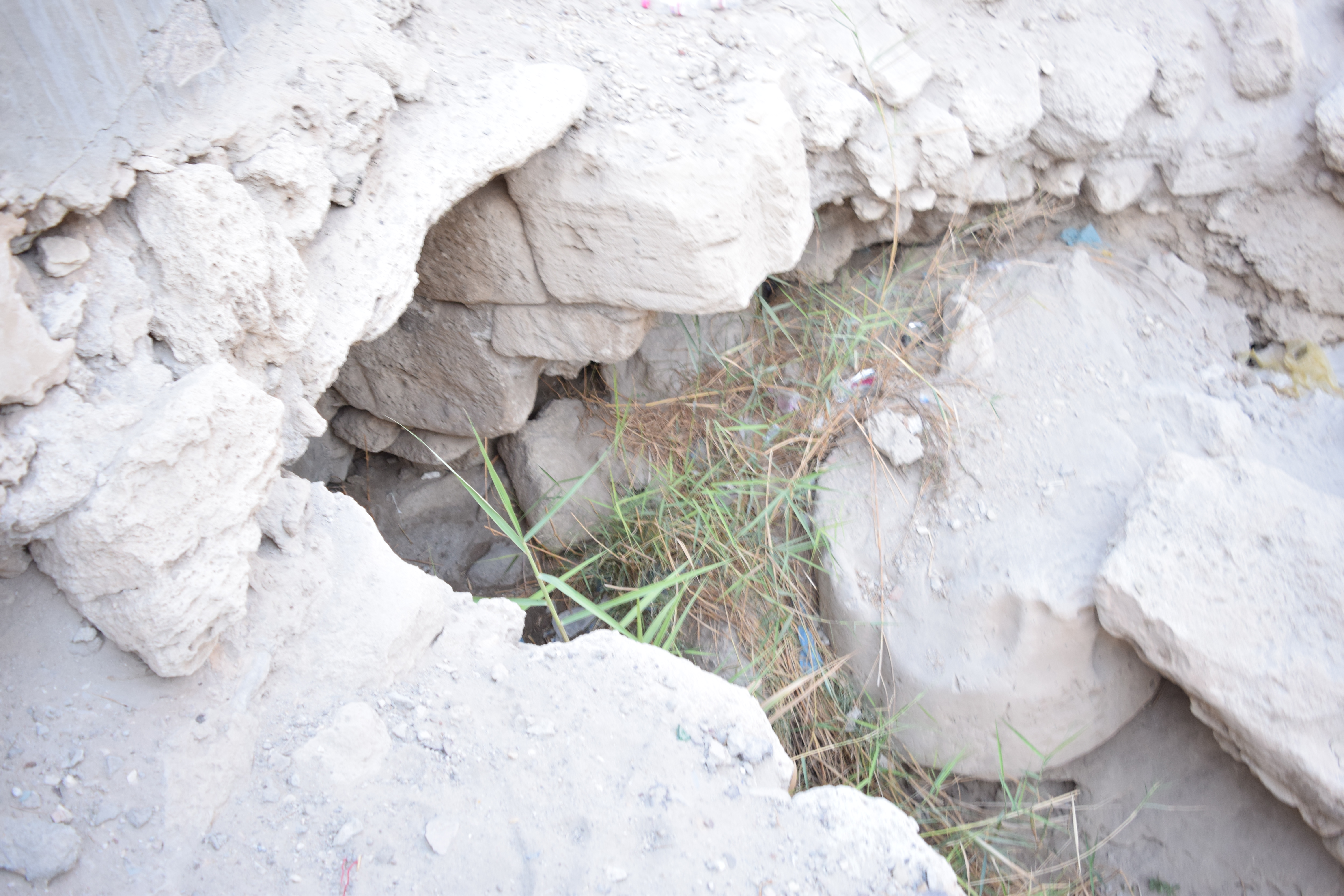
التفرع المائي من عين القلعة إلى حمام الباشا والذي يؤدي إلى حمام عين تاروت.

### حمام عين تاروت

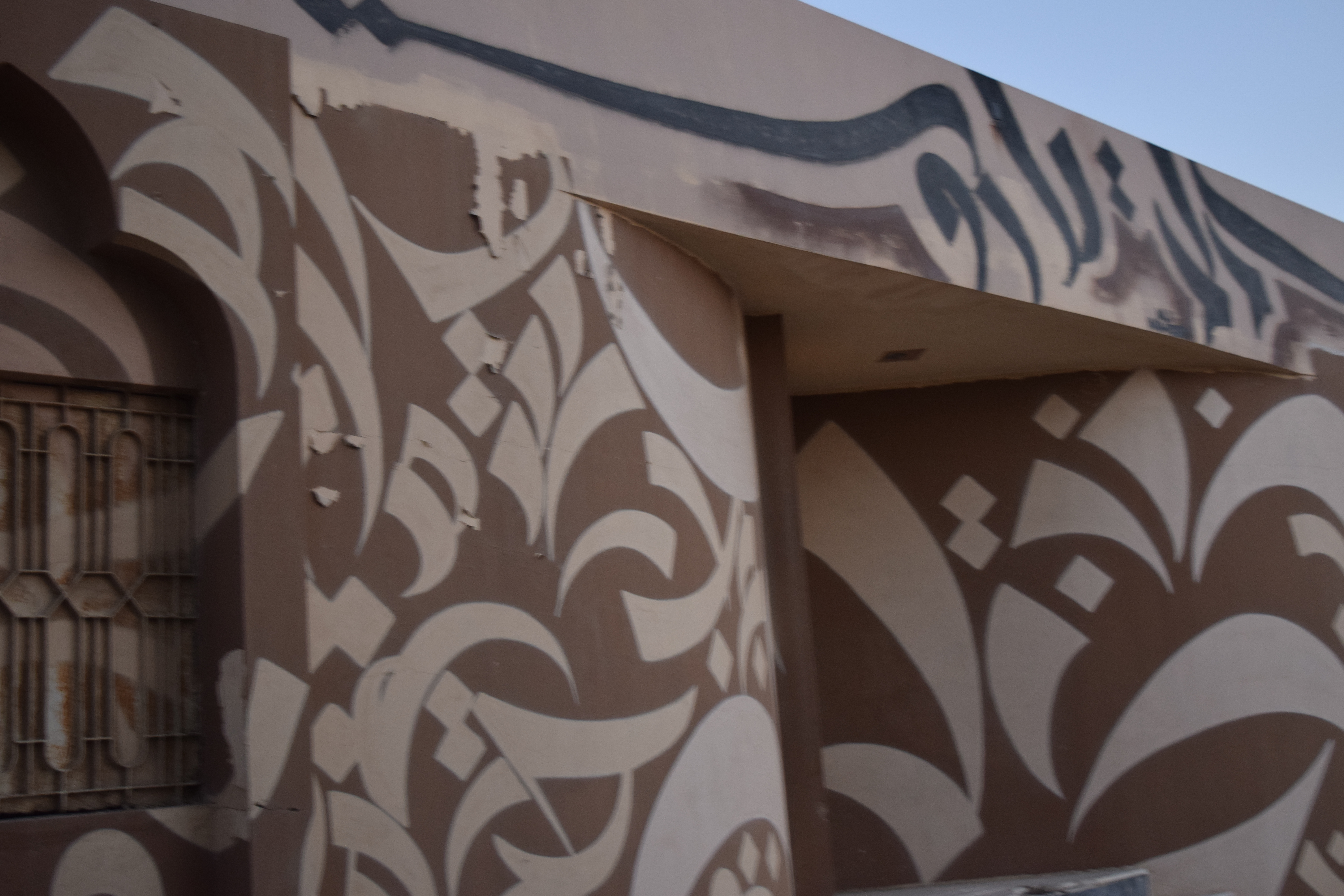
منظر خارجي لحمام عين تاروت المغلق حتى الآن.

حمام عين تاروت أو حمام تاروت أو حمام المسجد أو حمام السوق حمام كبريتي يتفرع من عين العودة، تم بناؤه في العهد البرتغالي واستخدمه باشوات عثمانيون وكان يخترق السوق التجاري ولكن تم ردمه عام 1991م، وتحويله إلى حمامات حديثة للسباحة. ويحتوي على أسماك صغيرة فيه قيل أنها تساعد على شفاء الندوب والقروح في أجسام البحارة الذين يأتون إليه لهذا الغرض، حتى أطلقوا على الأسماك الصغيرة اسم أطباء تحت الماء، بحسب استشهاد بعض المعاصرين من الجزيرة. تصل المياه حمام عين تاروت من عين العودة مباشرة حيث أنه بجوار قلعة تاروت وعين العودة. كما يعود تاريخ الحمام إلى حدود سنة 1076م خلال فترة حكم العيونيين وتأسيس قلعة تاروت، كان الجزء الجنوبي مخصصاً لاستحمام للأهالي، ومجرى الحمام يتصل بالنبع الأصلي لعين العودة، من خلال نفق يمتد تحت الأرض ويتصل بحمام باشا وهو جزء من العين العودة، ثم يتصل بالعين من خلال فجوة بحوض الأرملي متفرعاً من الحمام إلى عدد من مجاري الساقية التي تتوزع وتروي الغابات والبساتين الشاسعة، وتتدفق المياه وتجري في اتجاه الجنوب والشرق، ويتفرع حمام تاروت الذي كان يخترق السوق التجاري من حمام باشا، وتم ردم حمام تاروت وإزالته من قبل البلدية عام 1991م دون الاكتراث بقيمته التاريخية واندثر ولم يعد له وجود

#### الفوائد والاعتقادات
كان الاستحمام في حمام تاروت قديماً بمياهه الكبريتية مثار فخر ومباهاة البحارة الذين كانوا يرتادون جزيرة تاروت، بعد أن تقيحت أجسادهم، أو تشققت بسبب ملوحة البحر، وعدم توافر المياه العذبة بشكل كافٍ في سفينة الغوص، وكان حمام تاروت هو استراحة واستجمام لأولئك البحارة، حيث يلتقون بالغواصين من أبناء الخليج. كما حمام تاروت لا ينقطع من بحارة الخليج، الذين كانوا يتطيبون بمياه ينبوع تاروت لأنها كبريتية إضافةٍ إلى أهالي القطيف ودارين والزور وسنابس الذين يأتون للاستحمام، إلى جانب وجود نوع من الأسماك التي تدعى عفطي أو طباشة، وهي أشبه ما تكون بأطباء تحت الماء، حيث تنظف الأجسام من الفطريات، وهذا الاعتقاد كان سائداً عند البحارة.

#### البناء
كان الحمام مبنياً بالحجارة العملاقة والصخور الكبيرة المنحوتة بعرض ثلاثة أمتار وطول 25 متراً تقريباً التي بذل فيها أجداد المنطقة جهداً كبيراً، وكان يبلغ طول حمام باشا 75 متراً، تقابله دكاكين قديمة وبسطات شعبية تُباع فيها أقمشة ومواد غذائية وفواكه وغيرها.

#### الأغاني والأشعار التي قيلت عنه
من الأغاني والأشعار التي قيلت عنه:
تغنى به الفنان الراحل عيسى الأحسائي في مواله الشهير حمام تاروت من تأليف الشاعر عيسى بن محسن التاروتي، وردده الموال الفنان عبدالحسين عبدالرضا في مسلسله الشهير الأقدار كما يردده معظم قدماء البحارة في جزيرة تاروت وفي غيرها من المدن والجزر.
وهنا نص آخر يذكر فيه حمام تاروت من تأليف الشاعر عيسى بن محسن التاروتي وهو شاعر مشهور في الخليج العربي توفي عام 1930م وكان من سكان حي الديرة بتاروت
أهزوجة شعبية ترددها الأم لطفلها ويلاحظ فيها كثرة الأماني وهي نموذج لما تتمناه الأم في ذلك الحين لم يُتوصل إلى قائل النص ولعله من أهازيج النساء:
إلك حمام تاروت تسبح كل صبيحة
وإلك حضرة على السيف تصيد الكنعدية
وإلك لفات لحبال يلف لك مرجحية
وإلك صايغ على الباب يصوغ لك تركية
وإلك من ورث جدك اخلاصة القوية
والملاحظ على النصوص أن التحريف قد أخذ فيها مأخذاًَ وخاصة النص الأخير فأخذ كل يردده حسب ما يراه مناسباً، وبما أن معظم الناس وخاصة آخر جيل الغوص كان معظمهم من الأميين الذين لا يكترثون للوزن الشعري حتى أن بعضهم يستبدل المفردات العربية بمفردات شعبية، وبالرغم من أن هذا حدث في كثير من النصوص الأدبية إلا أنه حافظ عليها من الضياع، خاصة وأن الخليج العربي لم تدخل فيه مطابع إلا حدود عام 1341ه ولذلك فإن معظم الكتب قد ضاعت وأن نصوصاً أدبية كثيرة هي الأخرى قد طواها النسيان.

## التحسينات والترميم

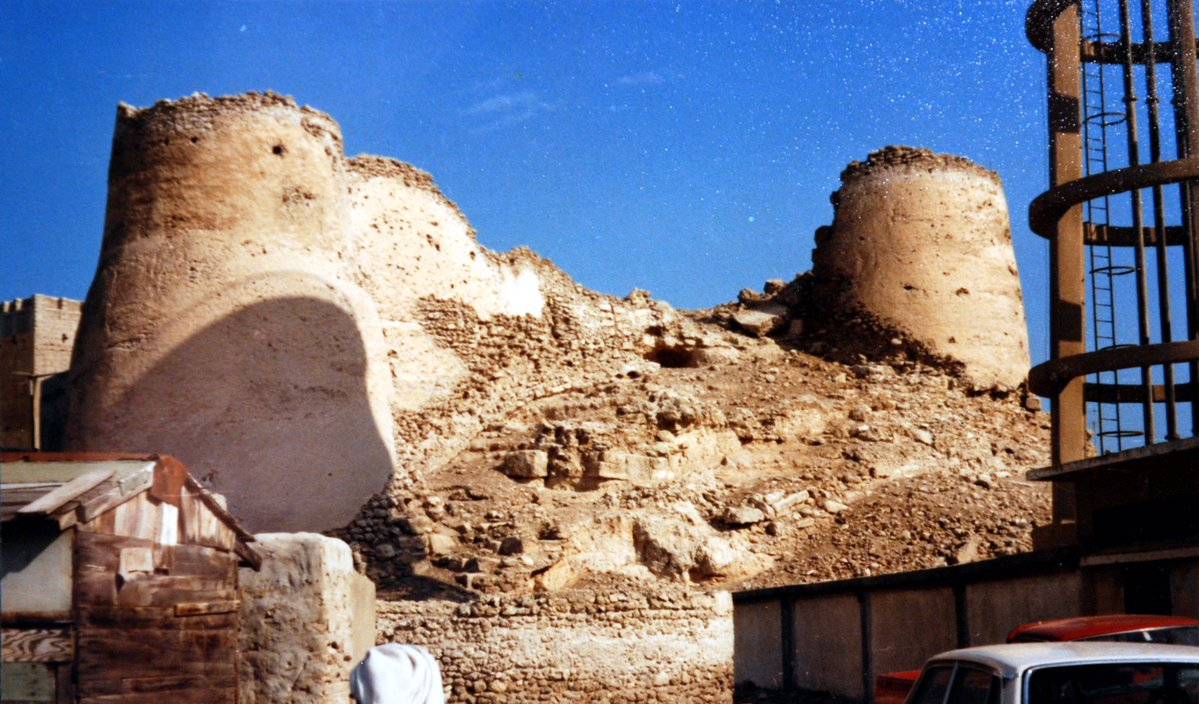
صورة لواجهة القلعة كما تبدو في عام 1978م.

### الترميم التركي لقلعة تاروت 1872م
من المؤكد أن قلعة تاروت تضررت كثيراً نتيجة الحصار والقصف خلال الصراعات التي دارت بين القوات الخالدية والسعودية، فأصبحت نتيجة لذلك قلعة قديمة في حالة سيئة كما وصفها المؤرخ الإنجليزي لوريمر، وأما العثمانيون فيذكرون أن قلعة تاروت رممت بأمر الوالي أحمد مدحت باشا عام 1872م، كما أعيد حفر عين الحمام في الوقت نفسه الذي أسس فيه العثمانيون مبنى جمارك رأس تنورة، ولكن القلعة لم تصمد طويلاً فانهار برجها الشمالي الغربي خلال الفترة من (1872-1888م)، وردمت عين الحمام لذا نجد القائد العثماني نافذ باشا يذكر في تقرير الذي أعده بعد زيارته التفقدية للقطيف عام 1888م التالي:
عند إنشاء متصرفية نجد تم إنشاء عين ماء بجوار القلعة من أجل سقي الحدائق الموجودة في قرية تاروت التابعة للقطيف، إلا أنها تهدمت على العين، وأصبحت غير صالحة للاستعمال، وأهملها الأهالي فتأخرت زراعتهم، وقد طلب الباشا من أصحاب الأملاك أن يجمعوا مساعدات من أجل إصلاح هذه القلعة، وإعادة العين إلى خدمتها السابقة (انتهى).

### ترميم قلعة تاروت 1984م

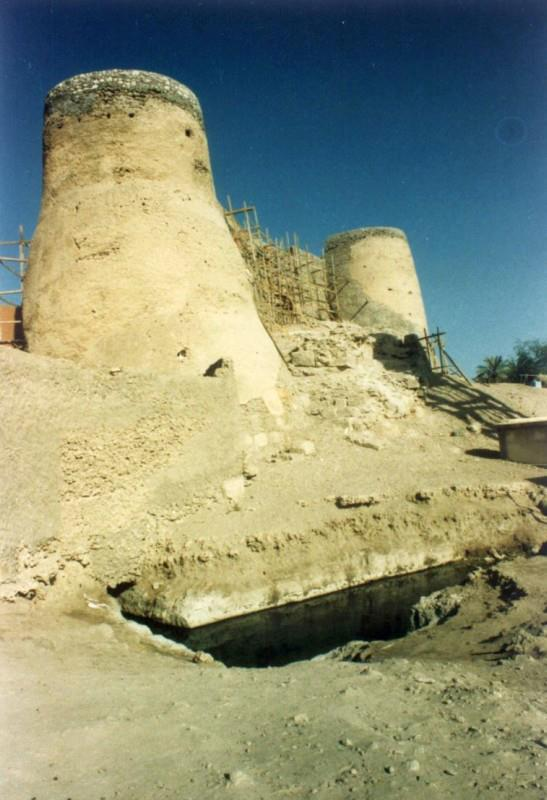
القلعة تحت الترميم عام 1404ه، (1984م)

ظلت قلعة تاروت صامدة حتى عام 1917م، حين انهار البرج الجنوبي الشرقي نتيجة هطول الأمطار، فأعيد ترميم هذا البرج وبعض أجزاء القلعة عام 1984م في العهد السعودي المعاصر من قبل وزارة الآثار ولكن توقف العمل في تلك السنة فجأة دون أن تستكمل لأسباب لا تزال مجهولة، وكان هذا الترميم الأخير لهذه القلعة.

### خطط تطوير القلعة
- مارس 2007م: تطوير قلعة تاروت وإنشاء المطاعم وبساتين وبرك مائية، في تاريخ 12 مارس، 2007م قدم المجلس البلدي بمحافظة القطيف دراسةً للهيئة العليا للسياحة (الهيئة العامة للسياحة والتراث الوطني حاليا) حول مشروع تطوير محيط قلعة جزيرة تاروت بمساحة إجمالية تقدر بـ 16333 متراً مربعاً. جاء ذلك خلال اجتماع المجلس البلدي بالهيئة العليا للسياحة بمقر أمانة المجلس ببلدية القطيف حيث أبدت الهيئة استعدادها لمناقشة المشروع وإخضاعه لشروط وقوانين الهيئة الخاصة بالمشاريع السياحية. كما أن المشروع يهدف إلى إبراز الجانب التاريخي للمكان، بالإضافة إلى الجذب السياحي وتنمية المنطقة الحاضنة للأثر التاريخي واستثمار المنطقة سياحياً والذي سيقدم المتعة لأبناء المنطقة وزائريها وتكمن عناصر المشروع في القلعة والمباني الأثرية وحمامها جميعها تقع في محيط يصل إلى 2500 متر مربع، والمباني الأثرية الطينية وجميعها تستحق إعادة تأهيل لتكون عناصر جذب سياحية كبيرة لأنها تبرز الطراز المعماري للمنطقة ويمكن الاستفادة منها لعمل فعاليات اجتماعية أو ثقافية بل يمكن أن تكون اقتصادية عبر استثمارها في مطاعم وغير ذلك. وسيشمل المشروع متحفاً وبانوراما بمساحة 2900م2 بالقرب من القلعة حتى يتيح للزائر التعرف على تراث وحضارة هذا المكان أما البانوراما فيمكن أن تعرض مراحل تطور المنطقة، وبين أن وجود بستان بمساحة 5000 م2 مجاور للقلعة يعتبر عنصراً أساسياً للمكون الجمالي للموقع إذا ما استغل بشكل جيد من خلال شرائه أو استئجاره لعمل حديقة لتعزيز موقعه السياحي. وهناك مواقع استثمارية أخرى بمساحة 2000 م2 بالإمكان عمل مطاعم وعمل أسواق شعبية تحوي مشغولات شعبية يمكن استغلال الأرض المحيطة بالقلعة لعمل مواقف تخدم المشروع كما يحوي المخطط بركة مائية بمساحة 656م2.[64]
- مارس 2007م: إنشاء متحف قلعة تاروت وإعادة بناؤها: في تاريخ 29 مارس، 2007م سعت الهيئة العليا للسياحة بالتعاون مع المجلس البلدي بمحافظة القطيف إلى استعادة آثار حي الديرة بجزيرة تاروت عبر جمع المقتنيات الأثرية من الأشخاص والجمعيات والجهات الحكومية لتوثيق تاريخ المنطقة بالصور والخرائط والمخططات والمسوحات الميدانية. وكان المجلس قد طرح مشروعاً لإنشاء متحف وبانوراما بمساحة 2900 م2 بالقرب من القلعة إضافة إلى إعادة بناء قلعة تاروت الأثرية وحمامها الشهير حمام عين تاروت في محيط يصل إلى 2500 م2.[65]
- ديسمبر 2009م: تطوير قلعة تاروت: في تاريخ 27 ديسمبر، 2009م وبعد سؤال نائب رئيس الهيئة العامة للسياحة والآثار د. علي الغبان عن إنشاء متحف أثري بجوار القلعة. أشار إلى خطة إنشاء متحف المنطقة الشرقية الذي سيقام على مساحة 10 آلاف متر مربع، ويقع في الواجهة البحرية في مدينة الدمام، وتصل مساحات العروض المتحفية فيه إلى 8000 م2، وسيكون لجزيرة تاروت النصيب الأكبر في العروض الأثرية.[66] وسيشمل المشروع عمل ترميم إنقاذي للقلعة خصوصاً في الأجزاء السفلى، إضافة إلى تنظيف عين العودة، وإبراز الواجهة الرئيسية المطلة على الشارع الرئيسي، وإزالة بعض العناصر التي أدخلت على الموقع والتي تسببت في الحيلولة دون رؤية القلعة من بعض الجهات. ومن المقرر تطوير السوق الشعبية الموجودة في المكان والتي تعاني من الإهمال، ويتوقع أن يسهم تطويرها في جذب السياح السعوديين. وبالإضافة إلى السوق تدرس حالياً إمكانية إنشاء مركز استقبال للزوار يعرض فيه فيلم قصير للتعريف بالمكان، كما سيتم تركيب لوحات إرشادية وتنفيذ ثلاثة أفلام وثائقية وملفات صوتية سيتم توفيرها ووضعها ضمن البرامج.[66][67]

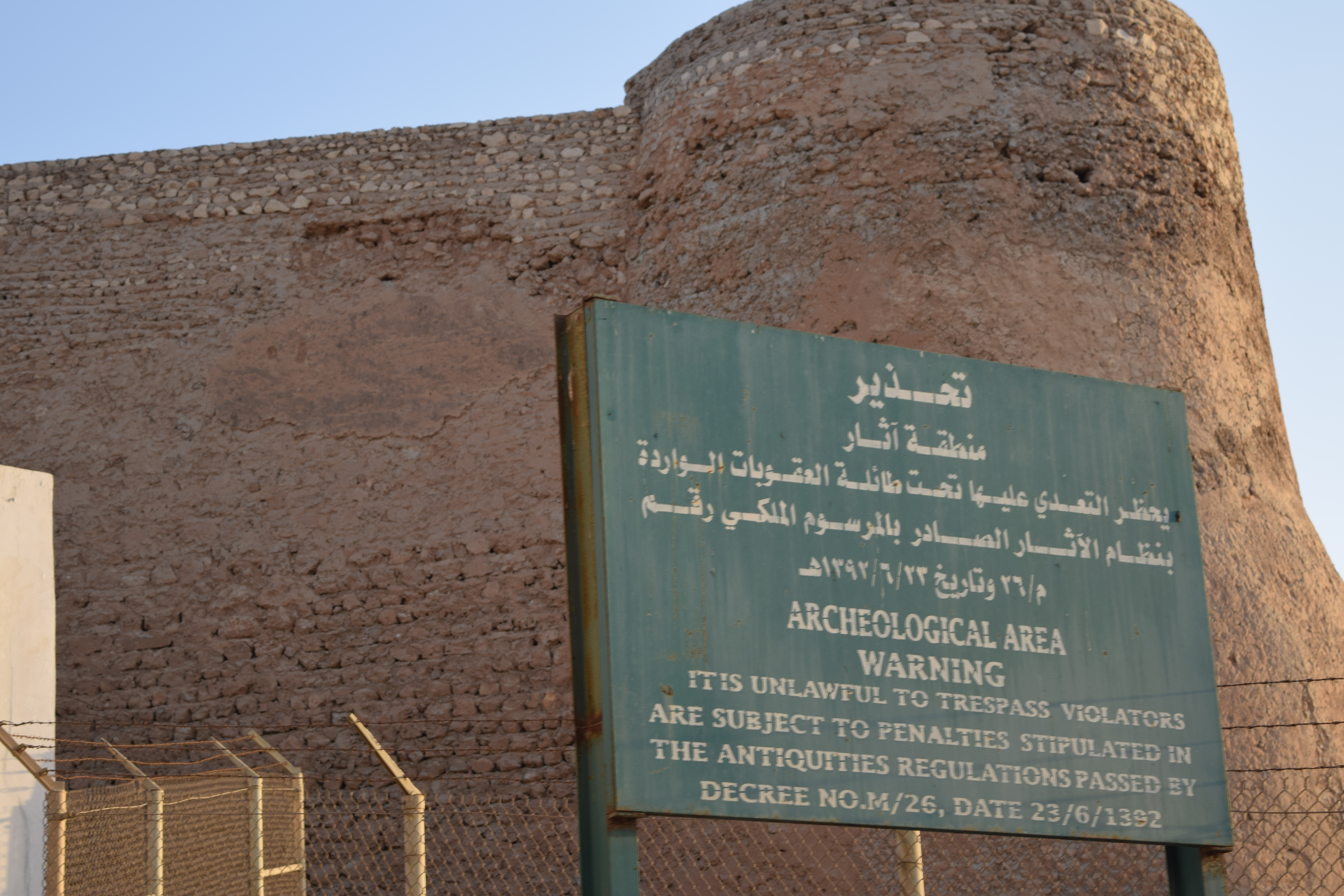
لوحة تحذيرية تشير إلى أنها منطقة أثرية يمنع التعدي عليها.

- يناير 2010م: تحذير من اندثار عين القلعة: في تاريخ 30 يناير، 2010م طالب مواطنون هيئة السياحة والاثار بترميم عين العودة قبل اختفائها وضياع تاريخ طويل طالما التصق بموقعها.[7]
- فبراير 2010م: ترميم وتطوير قلعة تاروت: في 23 فبراير 2010م، أكد المدير التنفيذي لجهاز التنمية السياحية والآثار بالمنطقة الشرقية المهندس عبد اللطيف البنيان أنه بدأ العمل في مشروع تطوير قلعة تاروت الأثرية والمواقع المحيطة. وأنه يجري العمل على ترميم القلعة كما يتم العمل على إحياء السوق الشعبية في المنطقة، وتأهيلها وتطويرها. وأضاف أن عملية الترميم والتطوير ستشمل قلعة تاروت الأثرية، وعين العودة الأثرية، إضافة إلى التنقيب عن الآثار الموجودة تحت الأرض.[68]
- أبريل 2010م: تنقيب قلعة تاروت: في تاريخ 7 أبريل، 2010م أكد نائب رئيس هيئة السياحة والآثار لشئون الآثار والمتاحف علي الغبان أن هناك برنامجاً للتنقيب في موقع قلعة تاروت ضمن خطة الهيئة لعام 2010م. كما سيكون هناك برنامج لإبراز هذا الموقع، وإجراء عمليات تطوير لها بما يتناسب مع خطط الهيئة التنموية والسياحية، لينضم إلى منظومة من المواقع الأثرية المهمة على مستوى المملكة، التي توليها الهيئة كل الاهتمام والعناية.[69]
- نوفمبر 2010م: تصدعات في أبراج القلعة: في 15 نوفمبر، 2010م حذر أهالي جزيرة تاروت من انهيار قلعة تاروت التاريخية بعد ظهور عدد من التشققات بها، فيما أصبحت أجزاء من السور آيلة للسقوط نتيجة الإهمال وعدم الصيانة وعوامل التعرية التي مرت بها، ورغم أهمية القلعة التاريخية إلا أنها تحتاج إلى جهد كبير لتهيئتها لاستقبال السياح. ويرى كثير من المهتمين في المنطقة الشرقية أن الوقت حان لتوجيهات الاستثمارات المالية عبر نافذة القلعة للوصول إلى المحافل العالمية خاصة وأنها تشهد إقبالا كبيرا من السائحين الأجانب باعتبارها معلماً أثرياً قيماً، كما إن القلعة بحاجة إلى إعادة تأهيل بالصيانة والترميم للاستفادة منها كمعلم سياحي ينبض بالحياة والحيوية وفتح أبوابها للزوار وإقامة المهرجانات فيها. وأضاف بأن القلعة والمناطق الأثرية بحاجة للاهتمام والعناية والتبني بفعالية من قبل الهيئة العليا للسياحة التي تشرف على التراث والآثار من خلال إيجاد البرامج والخطط الهادفة مثل وجود إدارة داخل القلعة أو بالقرب منها والاعتناء بالساحات المحيطة بالقلعة وجعلها متنزها تتوافر فيه الاستراحات والأرصفة والمقاعد ليصبح مهيأ لاستقبال الزوار والضيوف.[70]
- سبتمبر 2011م: إعادة تدفق مياه عين العودة: في 30 سبتمبر، 2011م قام 12 شخص في إعادة تدفق المياه من عين العودة لأول مرة منذ عام 1996م حيث نضبت وأهملت، وقام فريق العمل بإزالة القاذورات والأوساخ وتنظيفها من جديد، وكذلك ترميمها وتقوية الجدران المتهالكة، وحشوها بأحجار بحرية تم رصها وفق الأسلوب القديم، ليكون موقعاً مؤهلاً لاستقبال الزوار والسائحين، ومتنفساً وموقعاً سياحياً مهماً، ليشكل إضافة للمواقع الأثرية التي تنفذها الهيئة العامة للسياحة والآثار بمشاركة الجهات ذات العلاقة. قام فريق العمل بتنظيفها وتفاجأوا بنبع المياه الساخنة يتدفق منها وبغزارة. وكان الفريق قد قام بترميم مقهى قلعة تاروت الشعبي، وكذلك ترميم وتهيئة مركز الحرف والصناعات اليدوية المجاور للقلعة التاريخية لتكون مركزاً دائماً للحرف والصناعات اليدوية. إلا أنه كان تدفق مؤقت وقد نضبت العين مجدداً.[71]
- أبريل 2012م: ترميم قلعة تاروت: في 5 أبريل، 2012م اعتزمت الهيئة العليا للسياحة والآثار بالمنطقة الشرقية، بإحاطة جميع المواقع الأثرية بالمنطقة بطوق من الحواجز الحديدية للحفاظ عليها وحمايتها، والعمل على ترميم قلعة تاروت بالتعاقد مع مقاول للترميم وبعد مطالبات على استقدام مجموعة كشف أثري متخصصة في الكشف عن آثار القلعة للقيام بعمليات إعادة كشف في مواضع الآثار المسيجة في الجزيرة، ولاسيما تلك المواضع الأثرية العائدة للحقب العبيدية، والدلمونية والهلينيستية. نظراً لتعرض الآثار للاندثار فيلزم ذلك تطبيق نظام الآثار الصادر الذي يلزم الهيئة بالعناية بكل المناطق الأثرية، حيث أن النظام ينص بأن دائرة الآثار وحدها التي تقوم بصيانة وترميم الآثار الثابتة المسجلة للمحافظة عليها والإبقاء على معالمها، ولا يحق للمالك أو المتصرف الاعتراض على ذلك، وتم التبيين أن المادة "23" من نظام الآثار بالمملكة، تنص على «لا يجوز أن تكون الأرض الأثرية المسجلة مستودعات للأنقاض كما لا يجوز أن تقام فيها بناء أو مقبرة أو وسائل للري أو أن يحفر أو أن يغرس أو أن يقطع منها شجر وما سوى ذلك مما يترتب عليه تغيير في معالم تلك الأرض بدون ترخيص من دائرة الآثار وإشرافها».[72]
- سبتمبر 2012م: تحذير من انهيار القلعة: في 29 سبتمبر، 2012م حذر عضو الجمعية التاريخية السعودية علي الدرورة من انهيار قلعة تاروت بمحافظة القطيف في أي لحظة، لكثرة التصدعات التي ضربت جدرانها نتيجة الإهمال الذي تتعرض له، وعدم صيانتها أو ترميمها منذ عام 1984م، مطالباً بالتحرك الفوري لترميمها وحمايتها من السقوط. وباتت القلعة معرضة حالياً للسقوط في أي لحظة، بعد أن اتسعت رقعة التصدعات فيها، وازدادت بصورة ملحوظة، وبدأ يتساقط من جدرانها الحصى والحجارة، كما أن القلعة تعرضت لعملية ترميم جزئية سنة 1984م من قبل وزارة الآثار، وتوقف العمل في تلك السنة فجأة دون أن تستكمل لأسباب لا تزال مجهولة، وتركت على حالها منذ ذلك الحين وحتى اليوم، دون أن تتحرك الجهات المعنية، رغم كثرة المناشدات والمطالبات لتاريخ يمتد لأكثر من ألف عام ينتظر الزوال في أي لحظة بسبب الإهمال.[63][73]
- مايو 2013م: تحذير من انهيار القلعة: في 17 مايو، 2013م حذر باحثون أثريون من انهيار قلعة تاروت مؤكدين أن عدم ترميمها أو التدخل السريع من قبل الهيئة سينهي عمرها الممتد إلى مئات الأعوام، كما حصل مع قلعة الشيخ محمد بن عبدالوهاب الفيحاني بدارين التي اختفت معالمها ولم يعد لها أثر ظاهر. وعلى الرغم من توافد السياح الغربيين على القلعة، إلاّ أن أبوابها المقفلة في وجه السياح اضطرت بعضهم للدخول لها عبر فتحات الشباك الحديدية التي تحوطها من كل الجهات. أكد الباحث والمؤرخ سلمان الرامس بأن جزيرة تاروت هي أهم مراكز الدلمون على الإطلاق وبأنها كانت العاصمة الرئيسية قبل أن تنتقل للبحرين بسبب تذبذب مياه الخليج العربي.[74]
- سبتمبر 2013م: ترميم قلعة تاروت: في 15 سبتمبر، 2013م أكد المدير التنفيذي للهيئة العامة للسياحة والآثار بالمنطقة الشرقية المهندس عبد اللطيف البنيان البدء في إعادة ترميم قلعة تاروت قبل نهاية هذا العام مشيراً إلى أن عملية الترميم والتطوير ستشمل قلعة تاروت الأثرية، وعين العودة الأثرية، إضافة إلى التنقيب عن الآثار الموجودة تحت الأرض، التي قد تكون مهمة جداً وذلك لما يملك موقع قلعة تاروت من أهمية كبيرة وعمق تاريخي. متضمنةً مشروع التنقيب وإعادة تأهيل قلعة جزيرة تاروت وربط مرفأ دارين بقلعة تاروت والبلدة القديمة من خلال مسار سياحي تراثي، مروراً بالمواقع التراثية.[75]
- يناير 2014م: ترميم وتنقيب وإعادة تأهيل القلعة: في 15 يناير، 2014م خططت الهيئة العامة للسياحة والآثار بالمنطقة الشرقية لتنفيذ مشاريع قطاع الآثار والتنقيب وتأهيل قلعة تاروت، وعن تجهيز الأماكن التراثية بالمنطقة وفتحها للسياح، أكدت الهيئة على أنها تعمل على تأهيل القرى والمواقع التراثية والأثرية وتنميتها عمرانيًا واقتصاديًا وثقافيًا بأسلوب مستديم بالتعاون مع الملاك والسكان والشركاء من القطاع الحكومي والقطاع الخاص، ويتم هذا العمل في إطار برنامج وطني لتنمية القرى والمواقع التراثية، ويهدف البرنامج إلى المحافظة على تراث هذه القرى والمواقع وجعلها موردًا اقتصاديًا ومصدرًا لفرص العمل ووعاءً لنشاطات الحرف اليدوية والفعاليات التراثية.[76]
- سبتمبر 2014م: إعادة تأهيل قلعة تاروت: في 2 سبتمبر، 2014م خططت الهيئة العامة للسياحة والآثار بالمنطقة الشرقية لتنفيذ مشاريع قطاع الآثار والتنقيب وإعادة تأهيل قلعة تاروت، وإعادة تأهيل قصر وقلعة دارين، ومشاريع بالمواقع الأثرية في محافظة القطيف، إضافة إلى المساهمة في تطوير وتشغيل المتاحف الخاصة بالمنطقة، وقد تم الرفع المساحي للبيوت الطينية، ويتم التنقيب في الموقع وإن وجد يتم رفع الآثار، وبعد ذلك تبدأ عملية الترميم وإعادة البناء كما سيكون التنقيب في القلعة وفي محيطها كبداية، يعقب ذلك ترميم القلعة، تم الاجتماع مع البلدية في محافظة القطيف بخصوص ترميم محيط المناطق التراثية والأثرية، مثل محيط قلعة القطيف، والبرنامج مطبق حالياً، ما يساهم لمنح هوية للبلدة القديمة، وكثير من المخططات أرجعت بسبب وجودها في منطقة القطيف القديمة.[77]
- فبراير 2016م: تشكيل لجان لتنمية قلعة تاروت: في 29 فبراير، 2016م كشف مدير هيئة السياحة والتراث الوطني بالمنطقة الشرقية المهندس عبد اللطيف البنيان عن تشكيل لجان لتنمية المواقع السياحية وأن الهيئة قامت بتهيئة مركز زوار دارين وتهيئة عين العودة بتاروت، وتهيئة الخباز الشعبي بتاروت، تهيئة دكاكين تاروت الشعبية المطلة على قلعة تاروت، وتهيئة المقهى الشعبي بتاروت.[78]
- يناير 2017م: استعرض رئيس اللجنة المنظمة لمنتدى الفرص الاستثمارية بمحافظة القطيف سعيد الخباز أحد المشاريع الاستثمارية المقترحة في المحافظة، وهو تصميم منتجع سياحي ترفيهي في قلعة تاروت.[79]
- أبريل 2017م: سيقدم خريجو كلية العمارة من جامعة الإمام عبدالرحمن بن فيصل مشاريع من ضمنها تطوير قلعة تاروت على ضوء رؤية 2030.[80]
- أكتوبر 2017م: في 14 أكتوبر أطلق نائب المنطقة الشرقية الأمير أحمد آل سعود مبادرة لتطوير القلعة.[81]
- فبراير 2018م: إرسال فريق لدراسة العوائد الاقتصادية في عدد من المواقع بالمنطقة الشرقية ومن ضمنها قلعة تاروت ضمن مشروع «إعداد دراسة إحياء اقتصادية التراث العمراني».[82]

## المشاكل الحالية

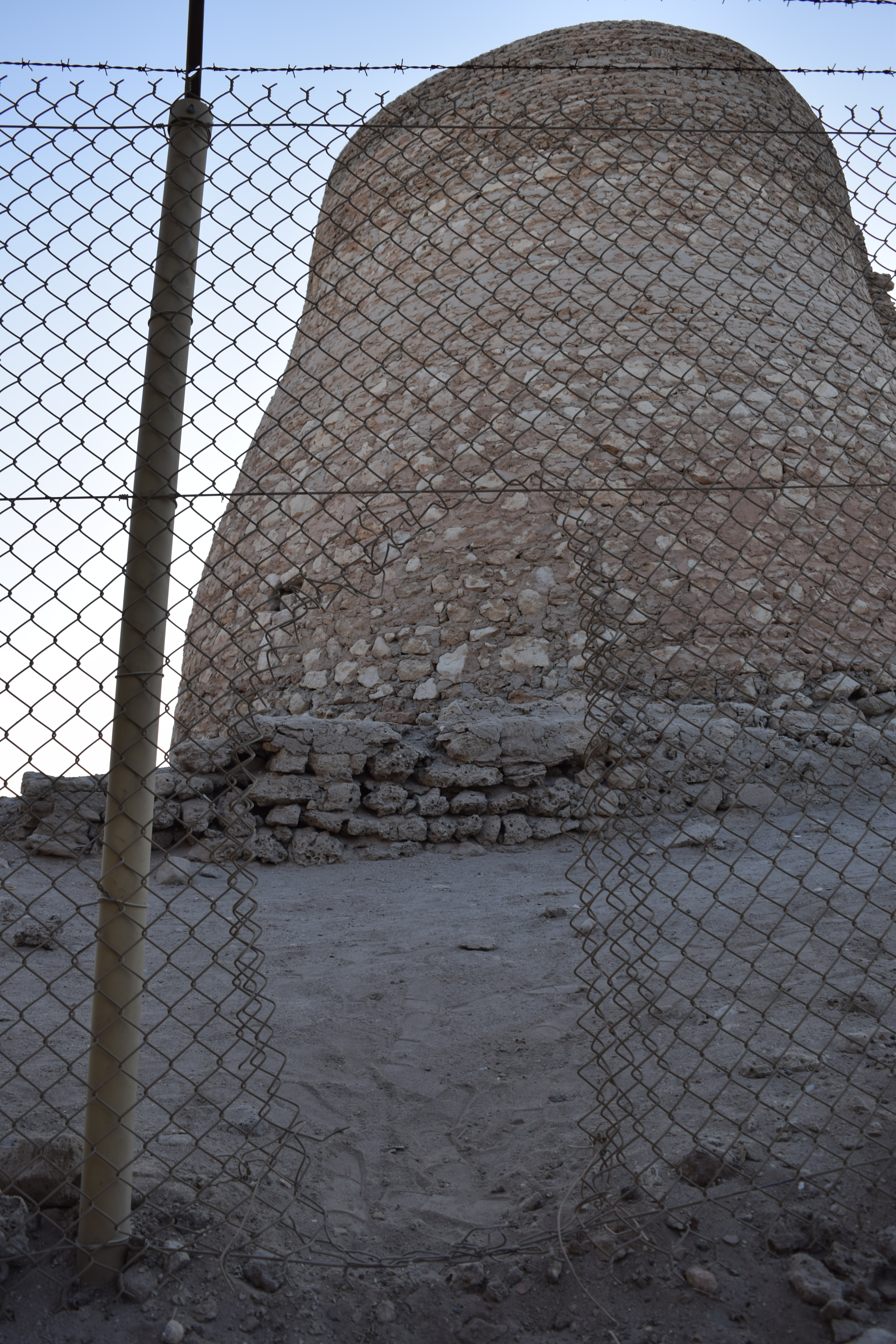
أحد الشقوق المؤدية إلى القلعة، وذلك لعدم وجود مدخل رسمي.

تتربع قلعة تاروت الأثرية على قائمة المواقع الأثرية بالمنطقة، إذ يضم موقعها آثاراً وأنقاضاً تعود لحضارات بلاد السومريين والفينيقيين والدلمونيين والآشوريين والبابليين وغيرها من الحضارات التي سبقت ظهور الإسلام. فمن المفترض أن يتم نبش موقع قلعة تاروت منذ زمن وإظهار القسم الغائر منها تحت الأرض، ومن المؤكد وجود كنوز أثرية مدفونة تحت الركام والأنقاض، كما رُمم جدار القلعة في وقت سابق بشكل سطحي بالحجارة والأسمنت وتم تلييس الجدار بالطين دون مهنية حقيقية في ترميم الآثار يظهر قيمتها ويتناسب مع تاريخها. كما أن قلعة تاروت بحاجة إلى اهتمام أكثر من ذلك.

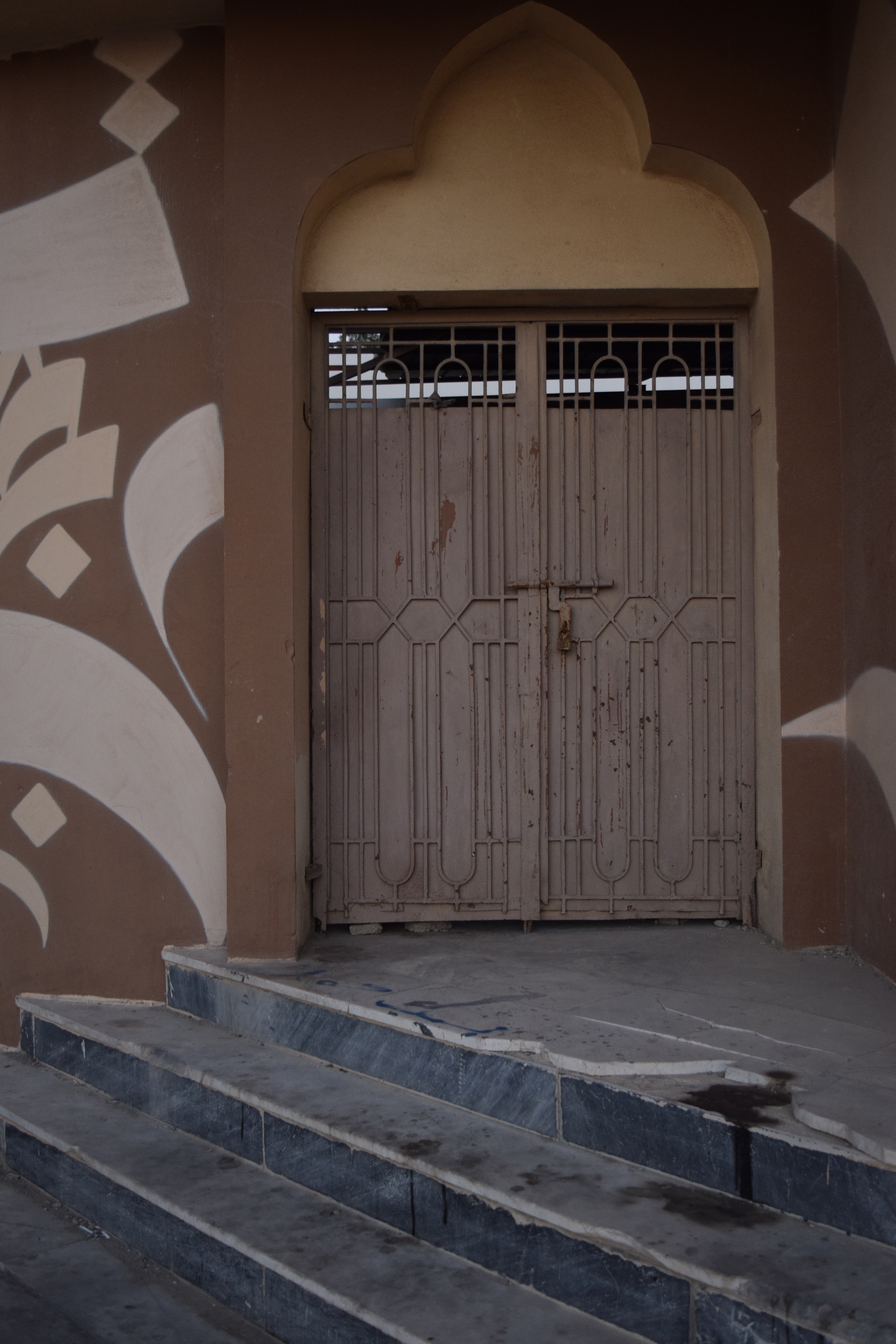
حمام عين تاروت وهو مغلق.

وتعرضت القلعة والبيوت المجاورة لها إلى الإهمال الشديد والعبث من قبل المجهولين حيث أن فرع هيئة السياحة والآثار بالمنطقة الشرقية لم يولي أي اهتمام في عملية ترميم وإعادة تأهيل القلعة التي بدأت بعض أجزائها بالتساقط وأيضاً تعرض كثير من البيوت القديمة التي تقع في محيط القلعة إلى سقوط وتهدم جدرانها.

### إغلاق وتسوير القلعة ومرافقها
السياج الموجود لا يشكل حماية حقيقية للقلعة كما أنها بوضعها الحالي لا تمثل وجهة سياحية كونها ليست أكثر من سور على تل ركامي. كما أن قلعة تاروت لا تقل أهمية عن باقي الأماكن الأثرية بالمملكة بل تفوقها نظراً لقدمها من جانب وعلى الرغم من توافد السياح الغربيين على قلعة تاروت إلاّ أن أبوابها المقفلة في وجه السياح اضطرت بعضهم للدخول لها عبر فتحات الشباك الحديدية التي تحوطها من كل الجهات. وما زالت إلى الآن مغلقة بوجه الزيارات كما أن القلعة تحتاج إلى إعادة ترميم وإعادة تجديد وفتح أبوابها للسياح وإضافة معلومات أكثر عنها، وكذلك منع عبث البعض بمرافق القلعة والمحافظة على نظافتها.
وكذلك أغلق حمام عين تاروت بعد إعادة بناءه من قبل البلدية لأسباب مجهولة.

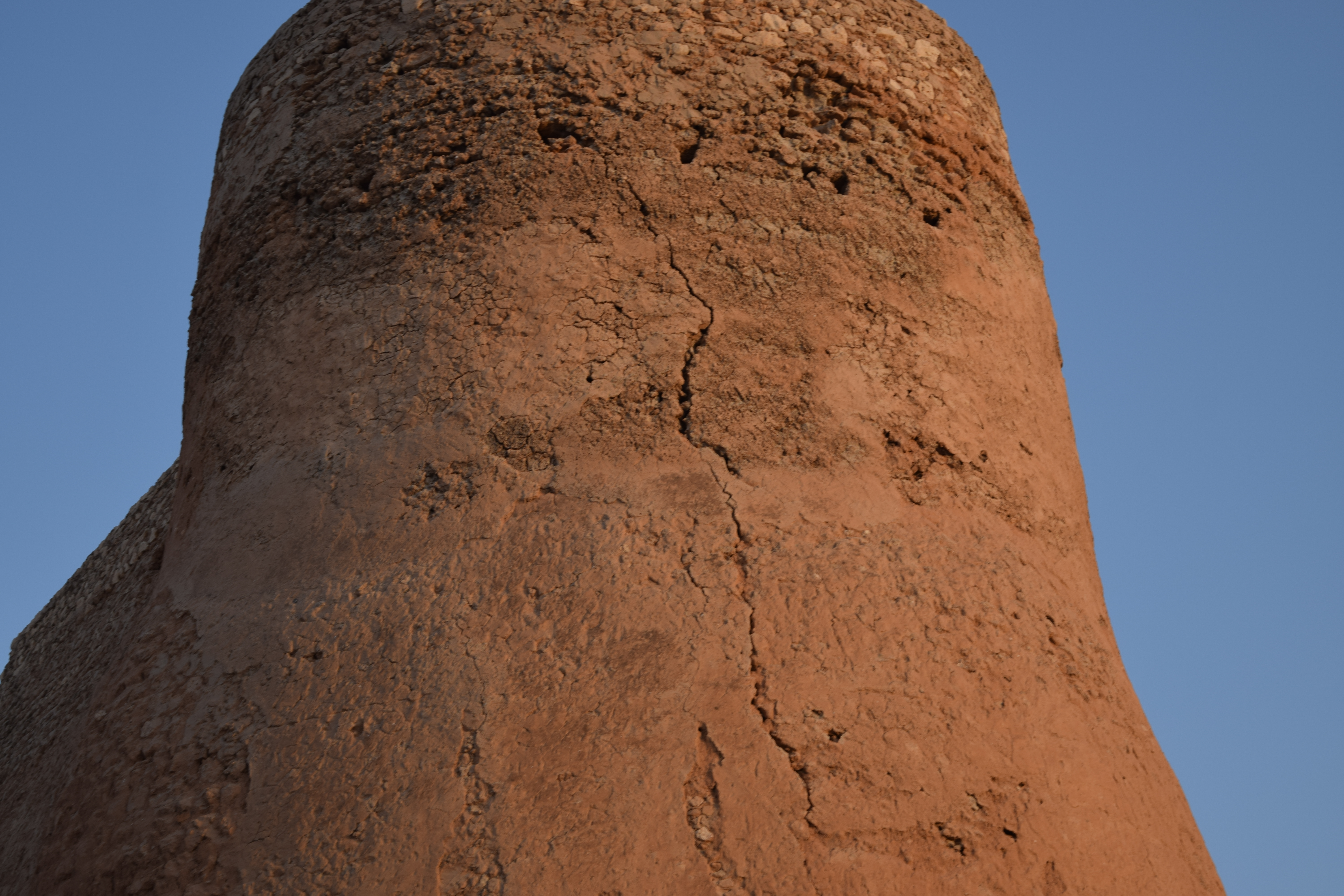
تصدع البرج الشمالي الشرقي من قلعة تاروت والذي يقع بجانب عين القلعة.

### التصدع والشقوق
تصدعت بعض الأجزاء في القلعة وذلك نتيجةً لعوامل التعرية والأمطار، كما ظهر شق أو صدع كبير في البرج الشمالي الشرقي بجانب عين العودة مهدداً بانهياره، حيث أن آخر عملية ترميم للقلعة كانت في عام 1984م من قبل وزارة الآثار، كما أن أجزاء من قمم الأبراج بدأت بالتساقط.

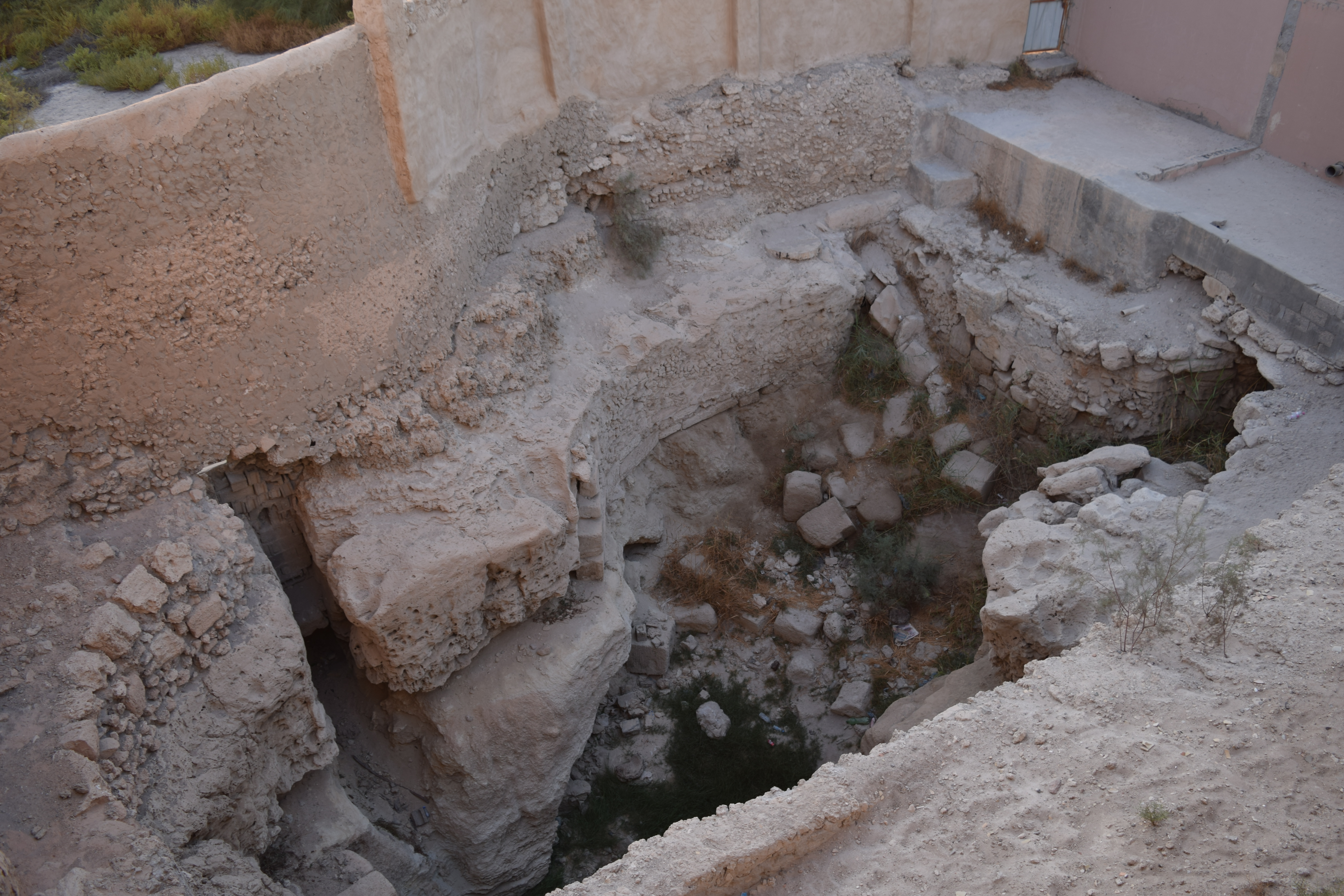
نضوب وجفاف عين القلعة.

### نضوب ومشاكل عين القلعة
يعد استخراج النفط السبب الأساسي لنضوب العين، حيث تحقن حقول النفط بالماء حتى يخف الضغط، وبالتالي يرتفع النفط إلى الأعلى وهنالك بعض الأسباب الأخرى التي أدت إلى ذلك ومنها الإسراف في حفر الآبار الإرتوازية، ويعلل السببان المذكوران جعل الماء يتراجع بعد أن كان زائداً عن الحاجة، وأن عدم الاكتراث في التعامل مع البيئة أدت إلى غور المياه. وما أن جفت العين، انقطع الماء عن بساتين الزراعة وهذا من أحد الأسباب التي أدت إلى فناء العديد من المزارع في الجزيرة.
وتواجه عين العودة إهمالاً يهددها كموقع أثري بعد إهمالها منذ حوالي عام 1999م وتهاوي أجزاء من أطرافها ونضوب مياهها بعدما تحولت إلى مكب للأوساخ والمخلفات وتجمع البعوض والحشرات الضارة وبقع المياه.

## العادات والتقاليد
من العادات التي كانت متداولة في قلعة تاروت:
- ليلة الغسلة أو ليلة الغسالة: وهي عادة اندثرت من المجتمع. إذ كانت العادة أن تستقبل العروس صديقاتها وبنات حيّها وقريباتها عصراً أو عند غروب الشمس أو قبله بقليل فيسرن في موكب ضخم تتقدمهن العروسة وهن ينشدن حتى يصلن إلى إحدى العيون الخاصة بالنساء في البلد مثل حمام أبو لوزة، لغميري، عين العودة وغيرها من العيون، وبعد الانتهاء من الاستحمام يعدن بالعروسة إلى بيتها بأغانيهن وزغاريدهن ومن أغانيهن:[40][85]

الترملي يرداها
زهره كحيلة عين الترملي يرداها
يا سعد من شراها
زهره كحيلة عين الترملي يرداها
ومن أغانيهن أيضاً:
على العين والرأس
جينا نبارك لش على العين والرأس
ولو زعلت الناس
وأحنا بنات عم ولو زعلت الناس
البنت ما تتخذ
إلا بشور الناس
إلابشور الناس
والولد ما يتخذ
إلا بأول ساس
إلا بأول ساس
- القفز: كان بعض أهالي الجزيرة يقفزون من أعلى برج في قلعة تاروت، وهو البرج الشمالي قاذفين أنفسهم إلى مياه عين العودة ومن ارتفاع 27 متراً، حيث كانت في ذلك الوقت عميقة[41] وتعتبر هذه العادة من استعراض العضلات والتفاخر عند الأولاد الصغار.

قصص وأساطير

### خرافة رؤية البحرين
قيل قديماً أنه يمكن رؤية البحرين والسفن الذاهبة إليها والخارجة منها من فوق قلعة تاروت.

### خرافة الخندق
هناك خرافة تنص على أنه يوجد خندق أو ممر يصل من قلعة تاروت إلى دارين إلا أنه لا توجد أدلة على ذلك.

### الدعيدعة
الدعيدعة هي مخلوق أو جسم خيالي يعتقد أهالي الجزيرة بأنه يوجد في أعماق العين ويسحب الأشخاص إلى داخلها ويخنقهم ويخفي جثثهم، وكانوا أيضاً يعتقدون بأنه يوجد ذهب في أعماق العين لذا كان الأولاد يتنافسون في الغوص لأطول مدة ممكنة. الكثير من يقول أنها خرافة وخيال ولكن يؤكد البعض أنه ليس تخيلا؛ فبعضهم من يرى أنه طائر الأبيض وهو يطير داخل الماء، والبعض الآخر يرى بأن الدعيدعة هي فأر خانق، ومنهم من يقول بأنه شبح أو عفريت يمسك الشخص من رقبته ويغرقه، ومنهم من يقول بأنه جسم شبيه بجسم البشر مستلق على ظهره في أعماق العين.
مثل هذه الأفكار كان آباء المنطقة يحاولون أن يجعلوها راسخة عند أبنائهم من أجل الحفاظ عليهم من الوقوع في المخاطر حينما يذهبون إلى العين ويسبحون من غير اصطحاب الكبار وهذا لا يرجع إلى عدم معرفتهم بالسباحة فقط إنما لقوة دفع الماء. فيخافون عليهم من الغرق ويعتقد بأن هذه الفكرة كانت موجودة على جميع الأصعدة فعلى سبيل المثال الكثير من أهل البلد يخافون على أبنائهم أن يخرجوا في الليل لوجود المخاطر لذلك الكل يقول لأطفاله لا تخرج في الليل حتى لا تأخذك أم الخضر والليف، والكثير من الأمور التي تتخذ للمحافظة على الأبناء.

### قصة دعيدعة العين
يتداول بين سكان جزيرة تاروت قصة دعيدعة العين، وتحكي القصة خروج فتاة في عمر الثانية عشر مع أخيها الذي يصغرها سنّا لم يكن بيتهم بعيداً جداً عن القلعة، كان يفصل بين بيتهم والقلعة شارع وسوق تاروت. وصلت الفتاة لعين العودة مع أخيها، وضعت أغراضها ولوازمها في مكان نظيف، ومسكت بيد أخيها خوفاً عليه من أن يهوي في الماء فقد كان لا يعرف السباحة، والماء كان عميق، نزلا عبر الدرجة حتى وصلا المكان المخصص للجلوس والاستحمام وتسمى الدكة.
لم يطل مكوثهما، حتى تعالت صيحات النساء: إلحقونا يا أجاويد فاستجاب لهم أهالي المنطقة القريبة.
وخرجت إحداهن للسوق طالبةً المساعدة والنجدة، حتى هبّ للنجدة سيد طه ودخل العين بعد أن تنحنح واستأذن الدخول، رمى بنفسه في أعماق العين، وبحث هنا وهناك حتى خرج متأسفاً لأن لم يسعفه القدر. وحمل البنت إلى أهلها الذين فجعوا بمفارقتها للحياة وقد نجا أخوها.

## معرض الصور

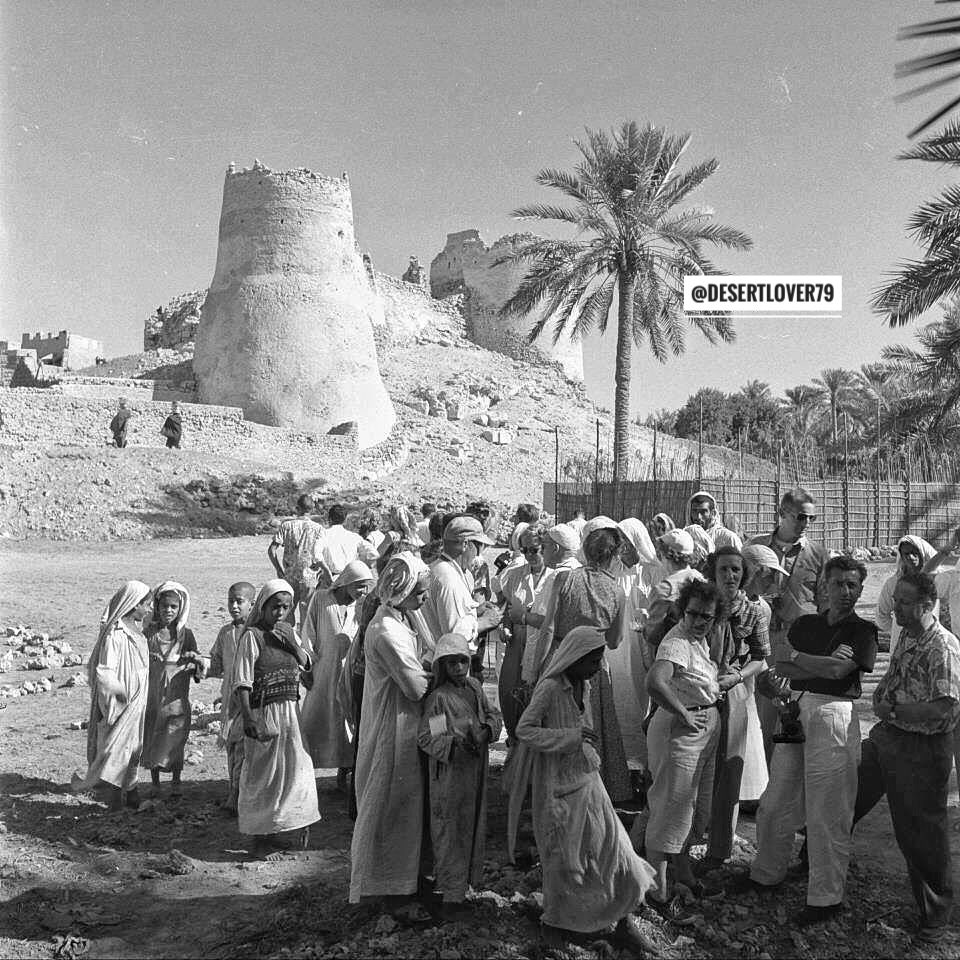
سياح يقفون لالتقاط صورة مع المحليين أمام القلعة. خمسينيات القرن العشرين.
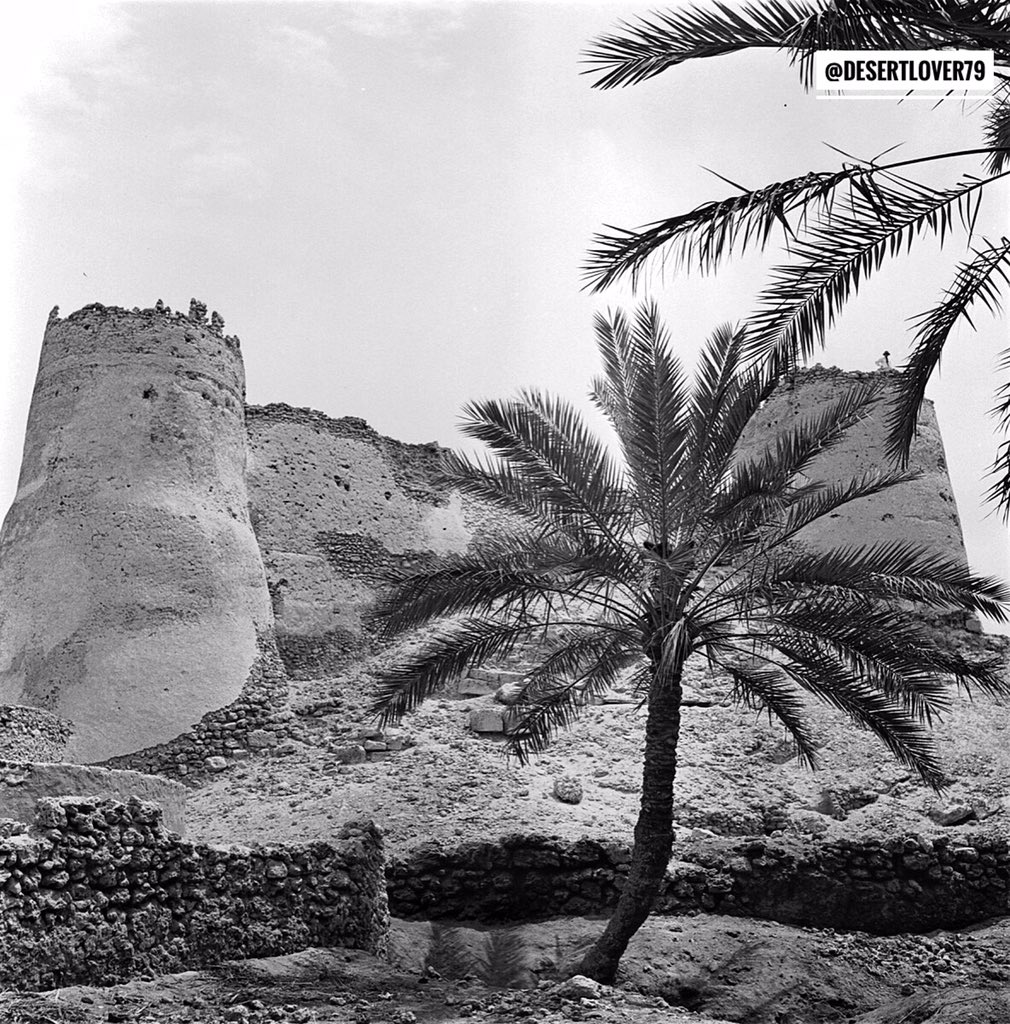
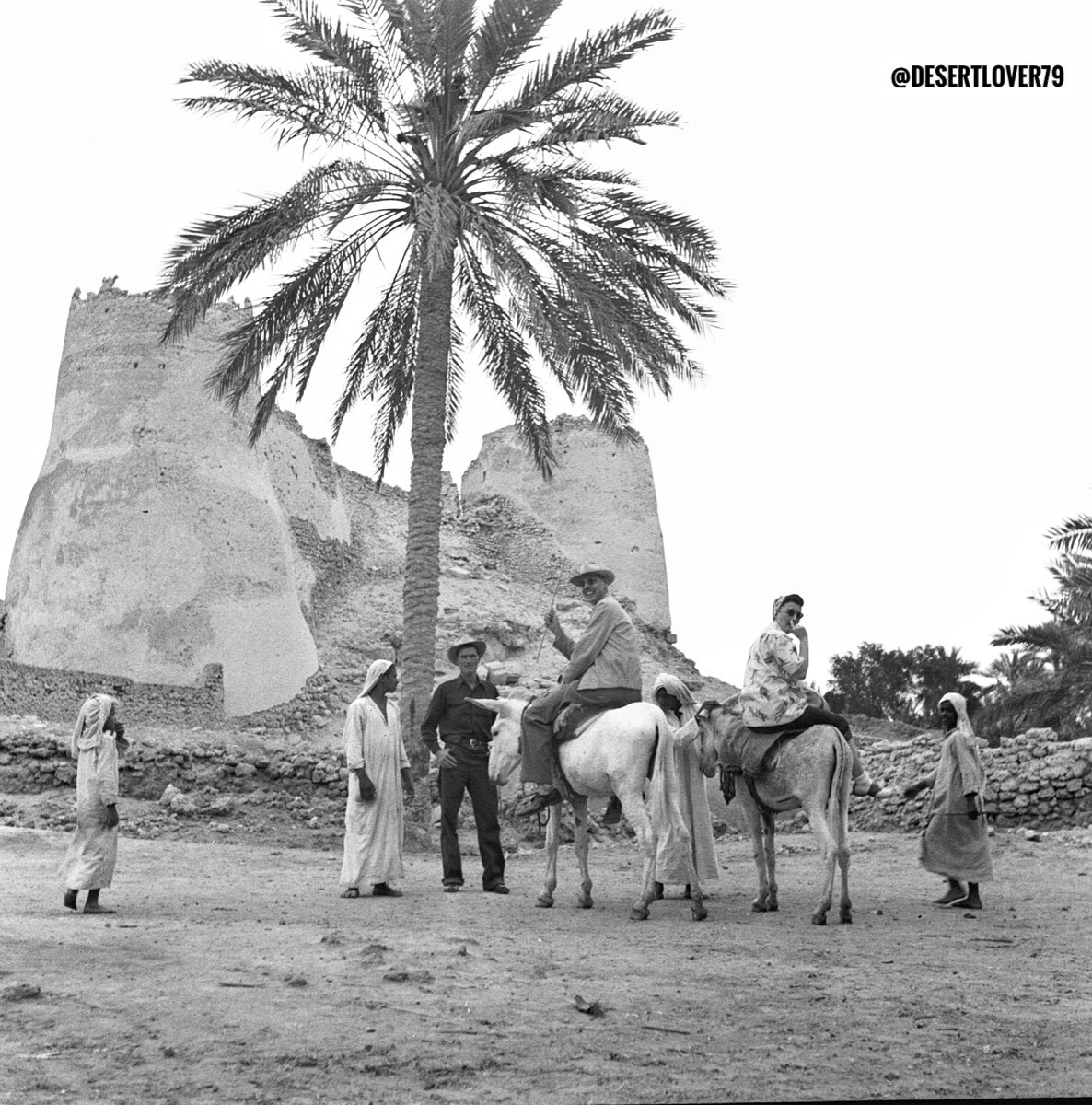
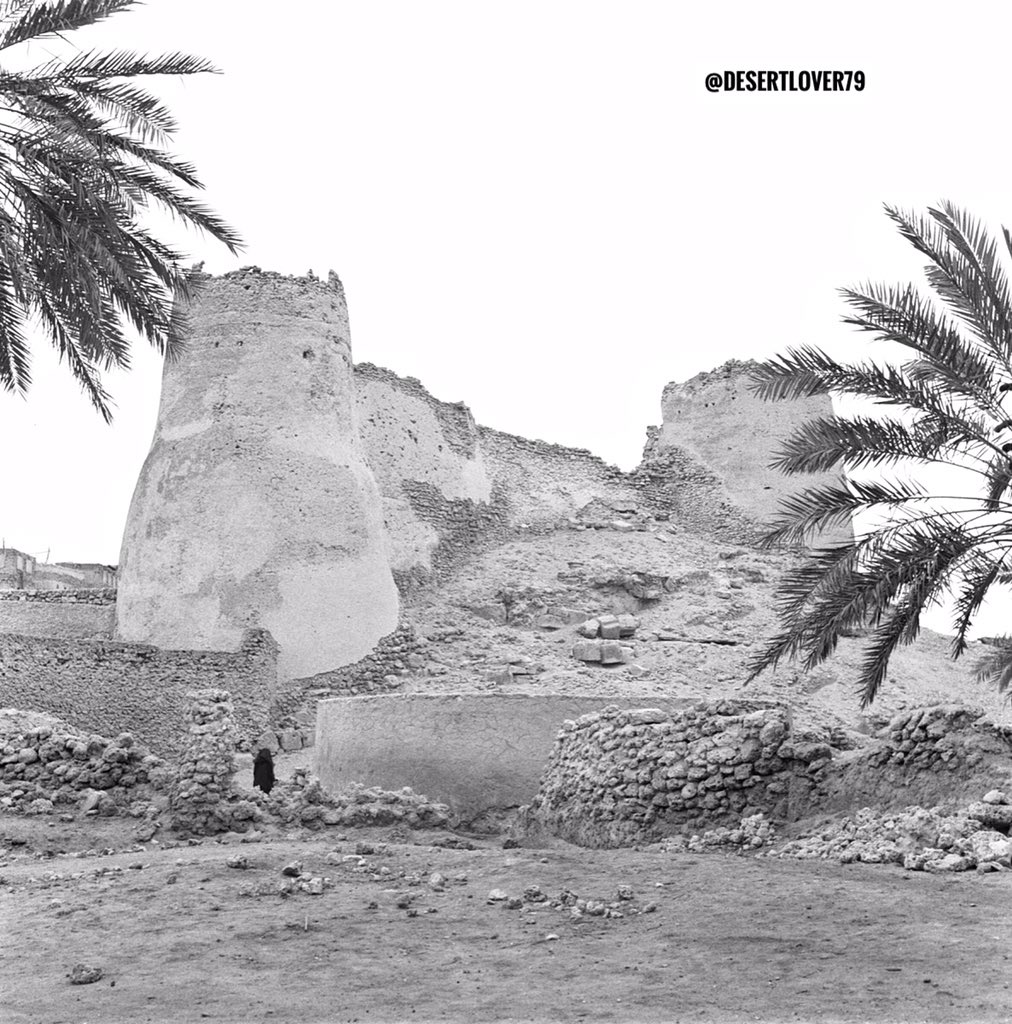
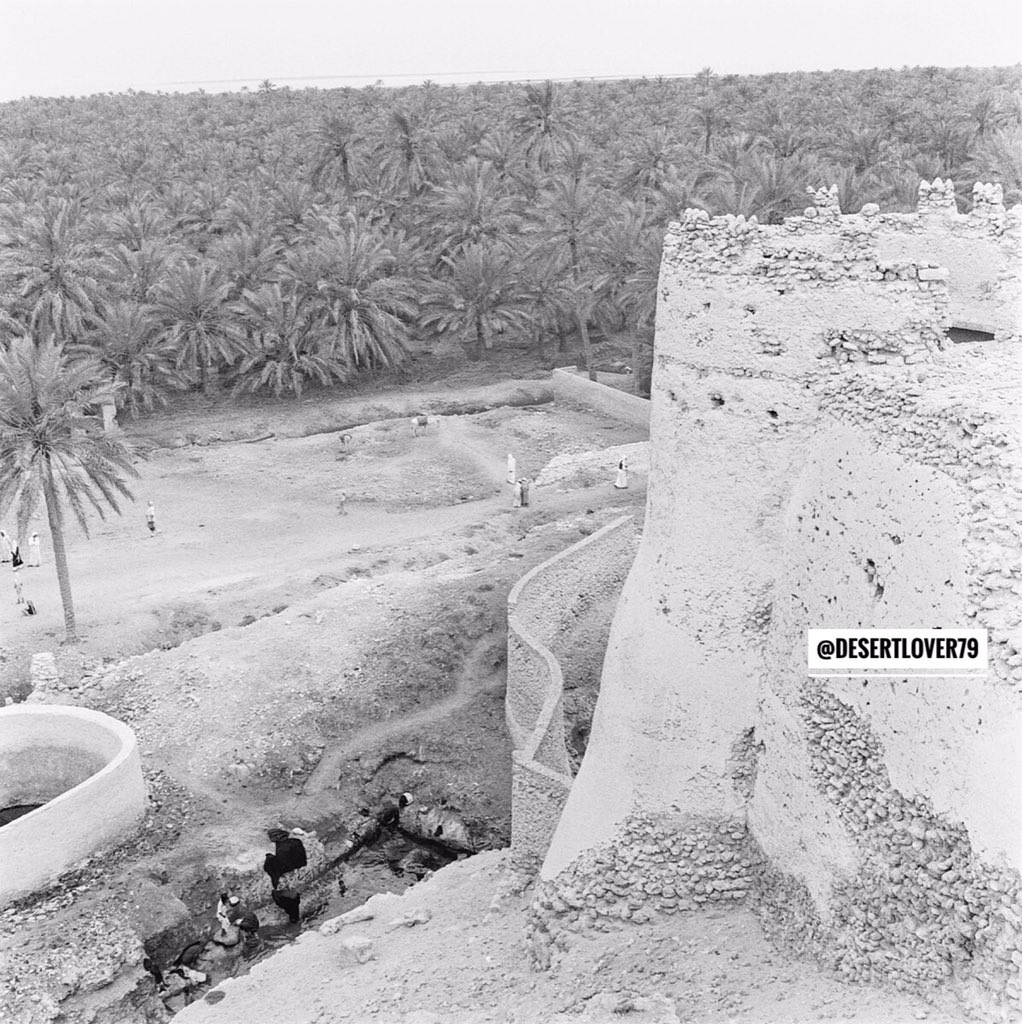
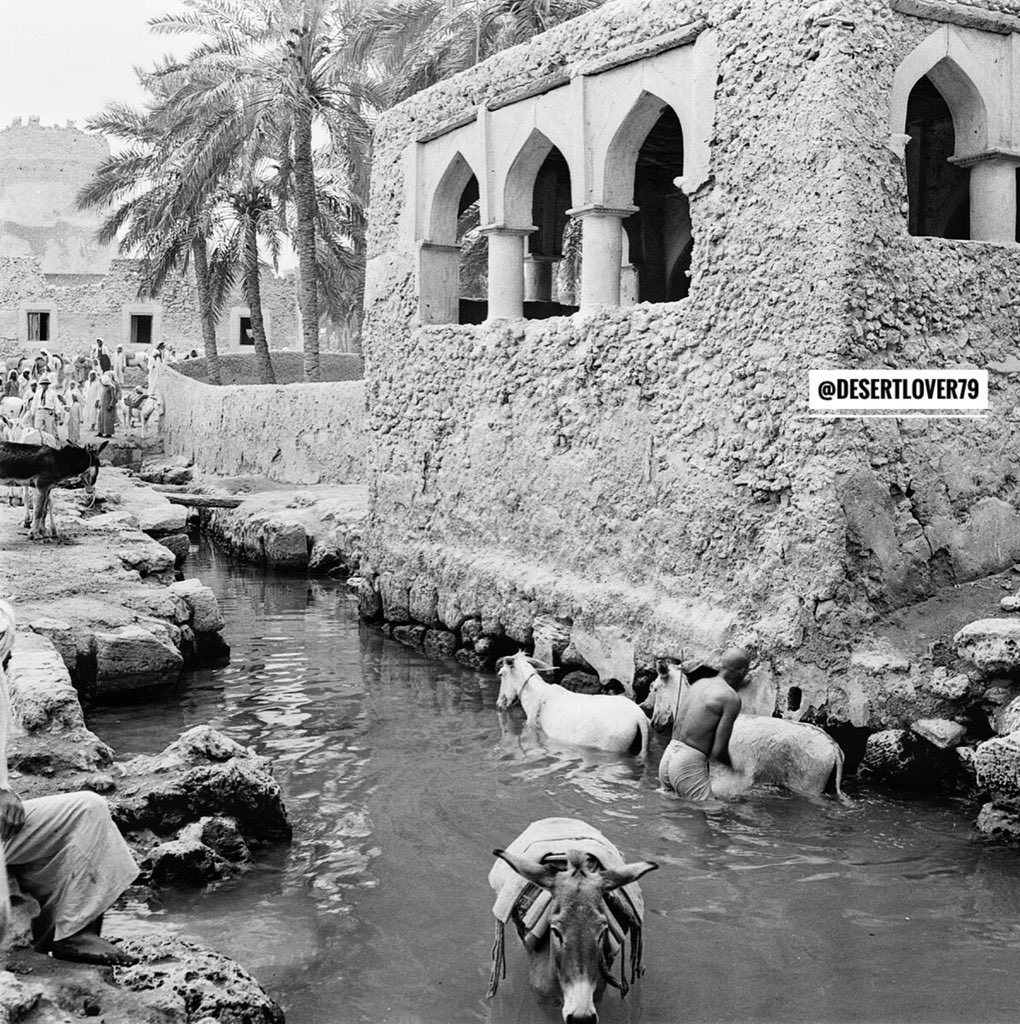
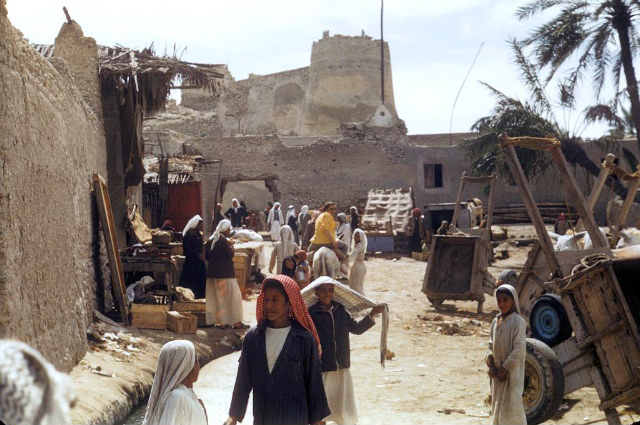
سوق تاروت، وتظهر القلعة في الخلف، 1955م.
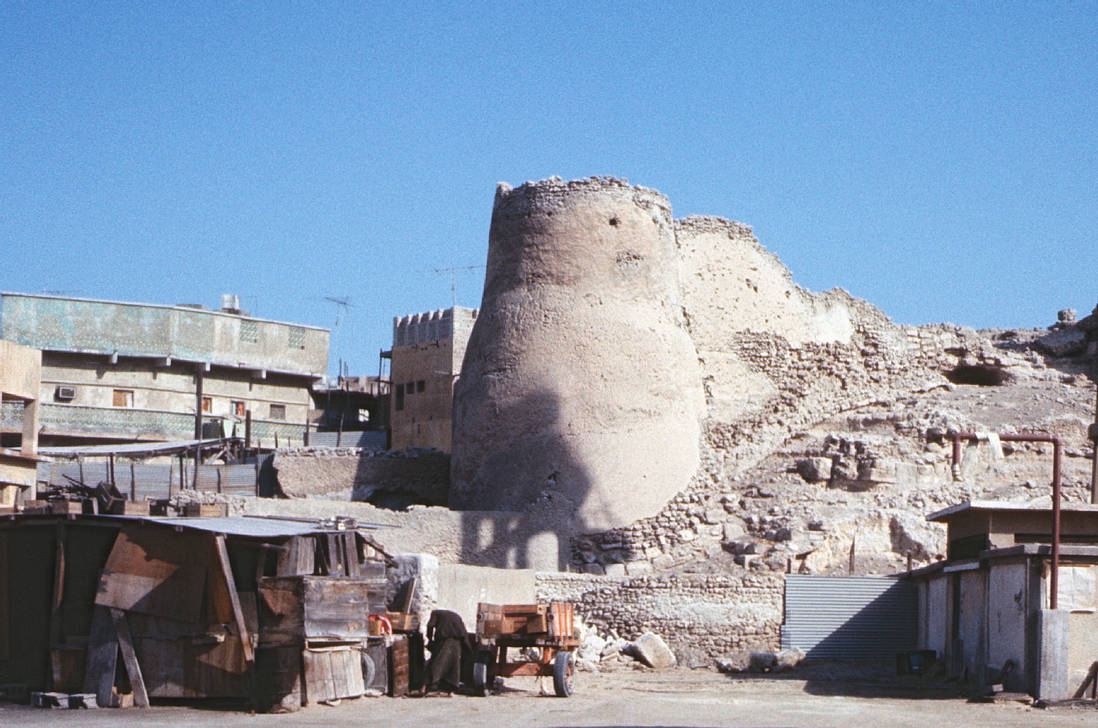
جانب من القلعة قبل الترميم، 1982م
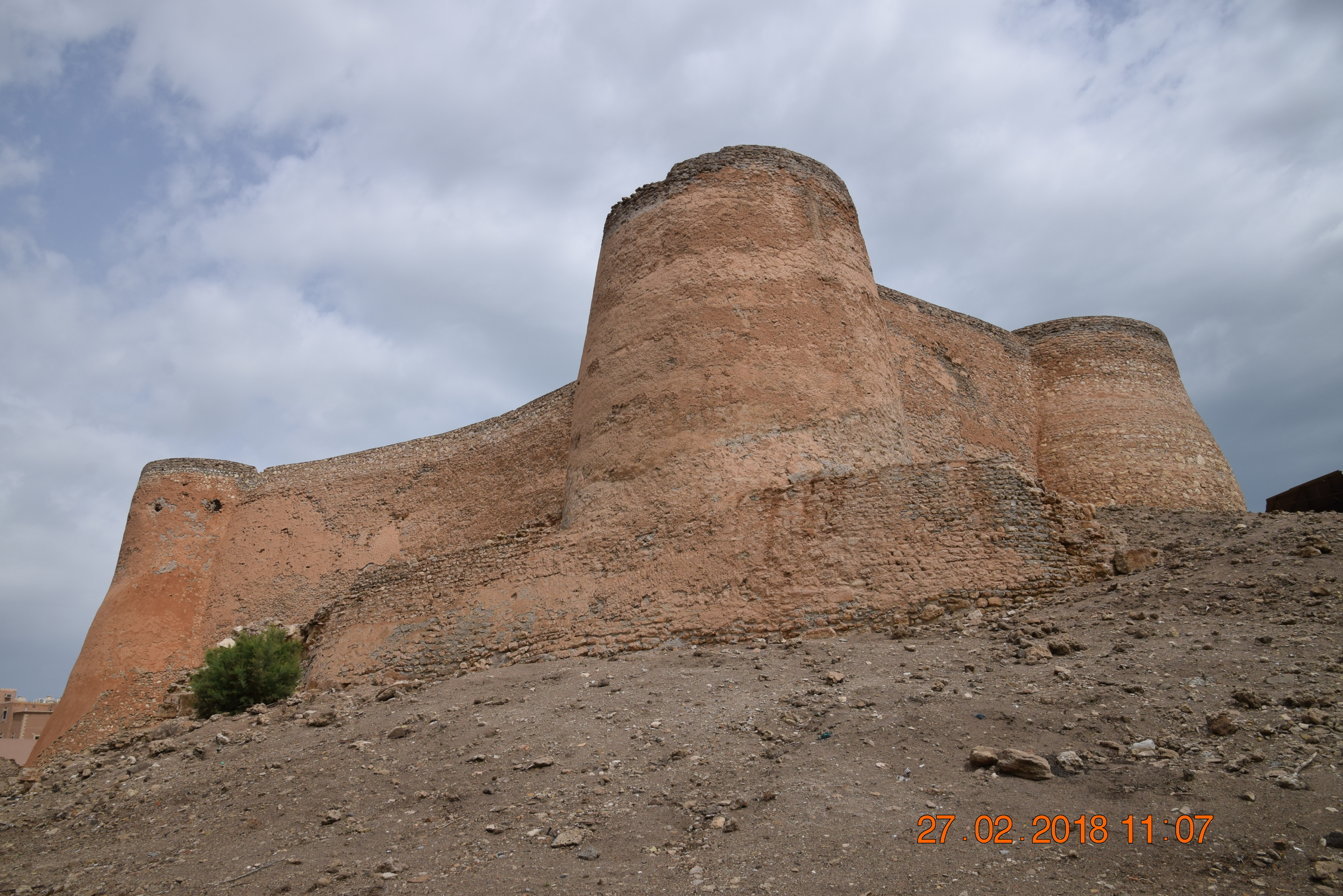
صورة حديثة للقلعة
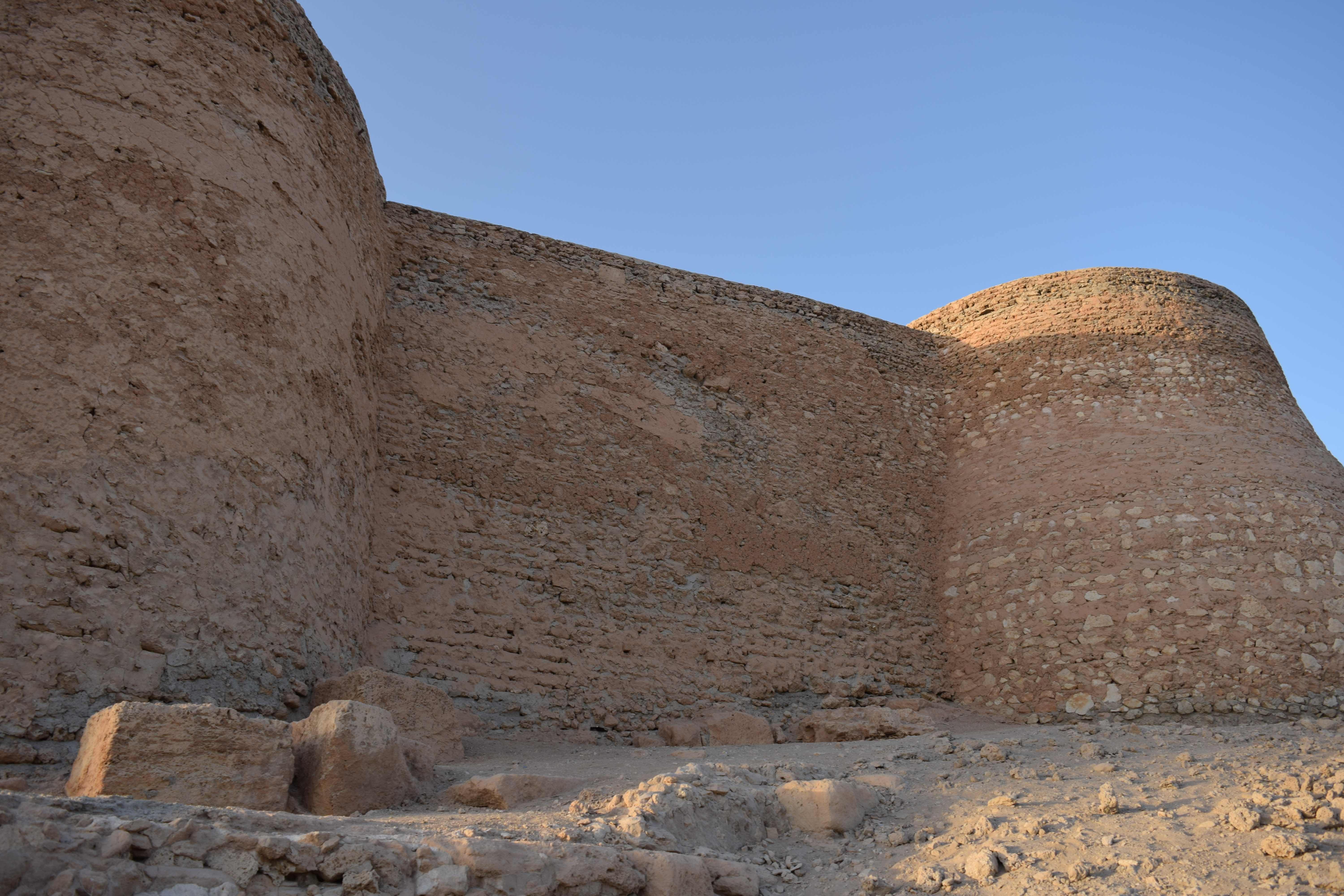
الجزء الغربي للقلعة.
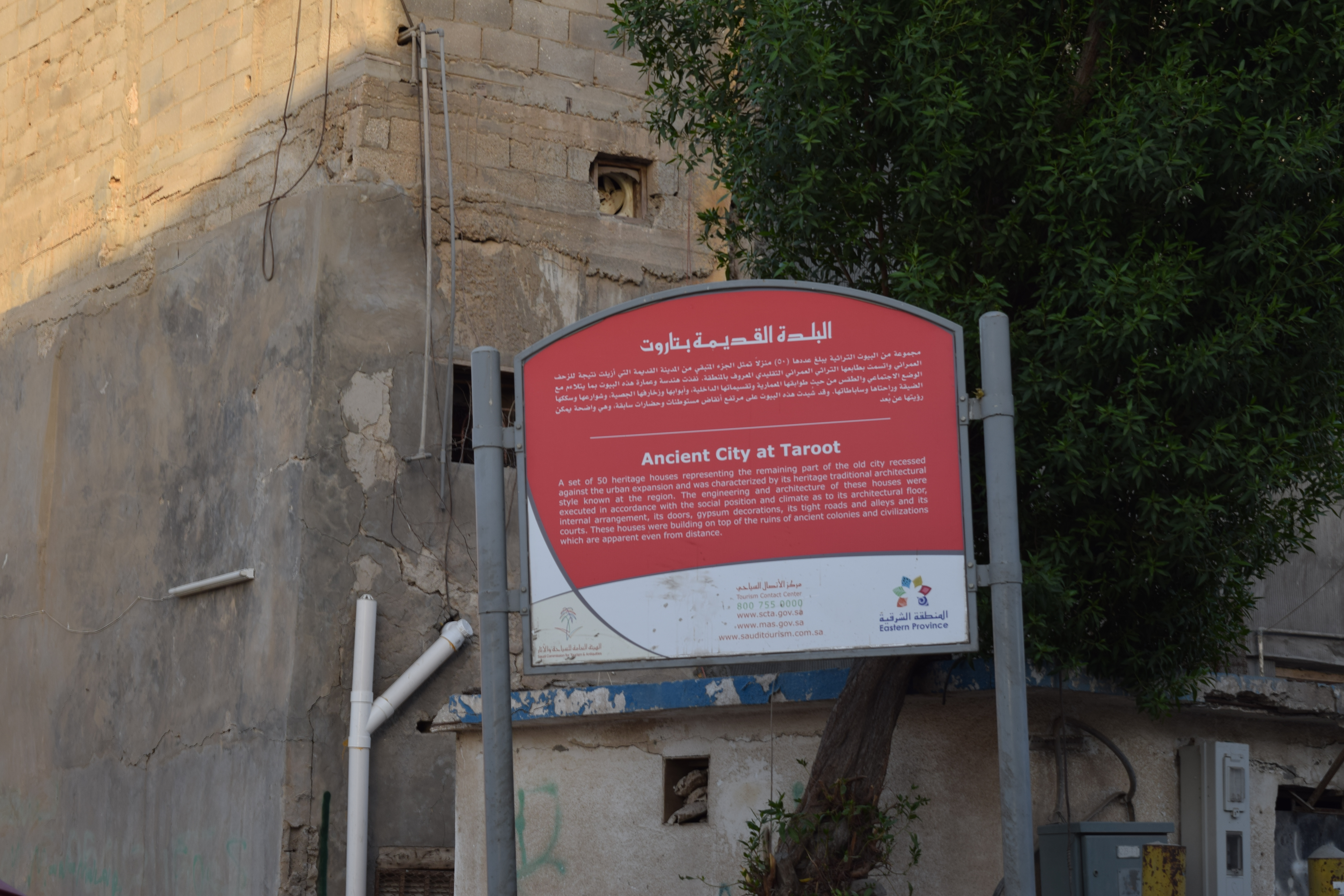
لوحة ارشادية لحي الديرة.
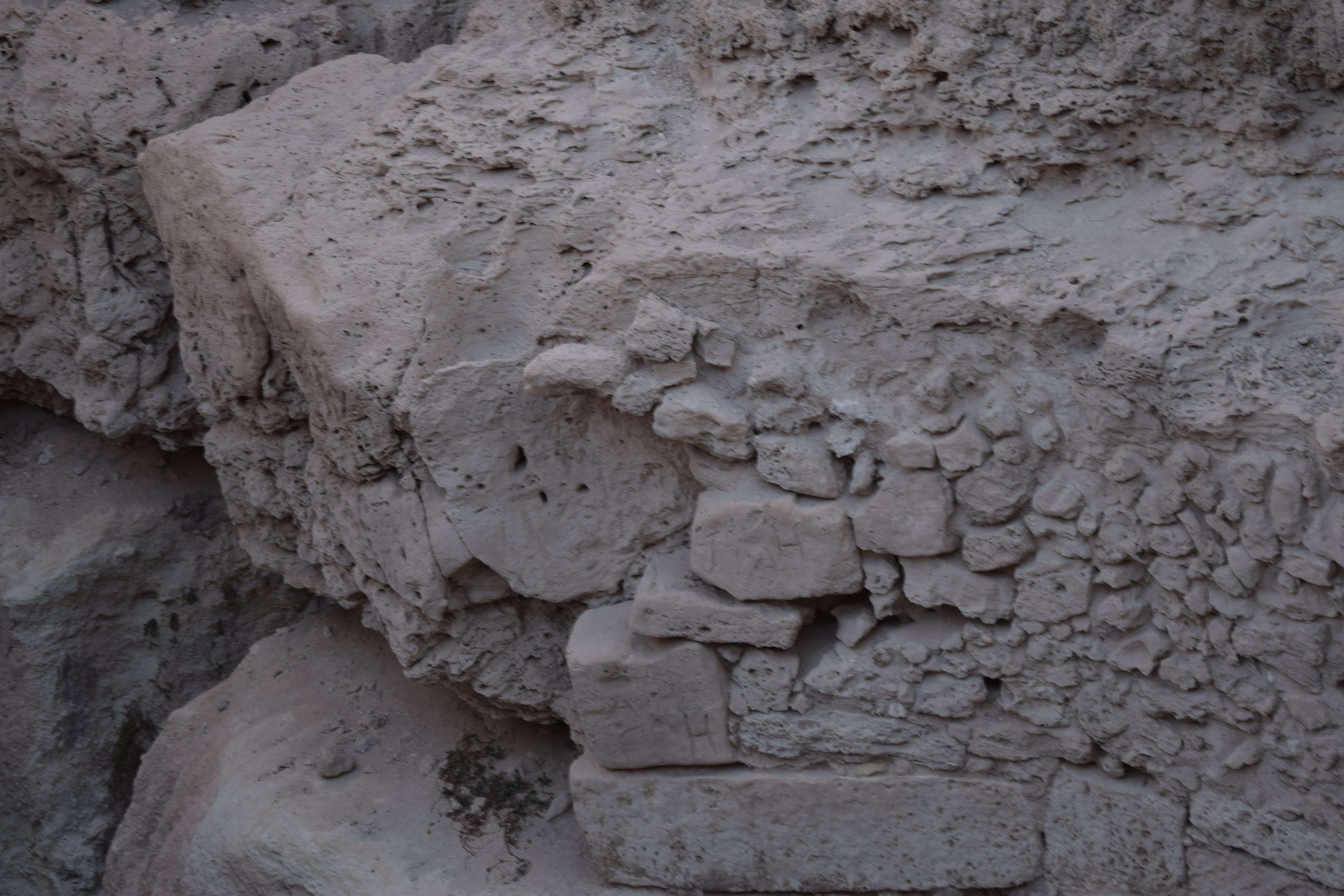
إحدى صخور الأساس لمعبد عشتار الذي بنيت عليه القلعة.
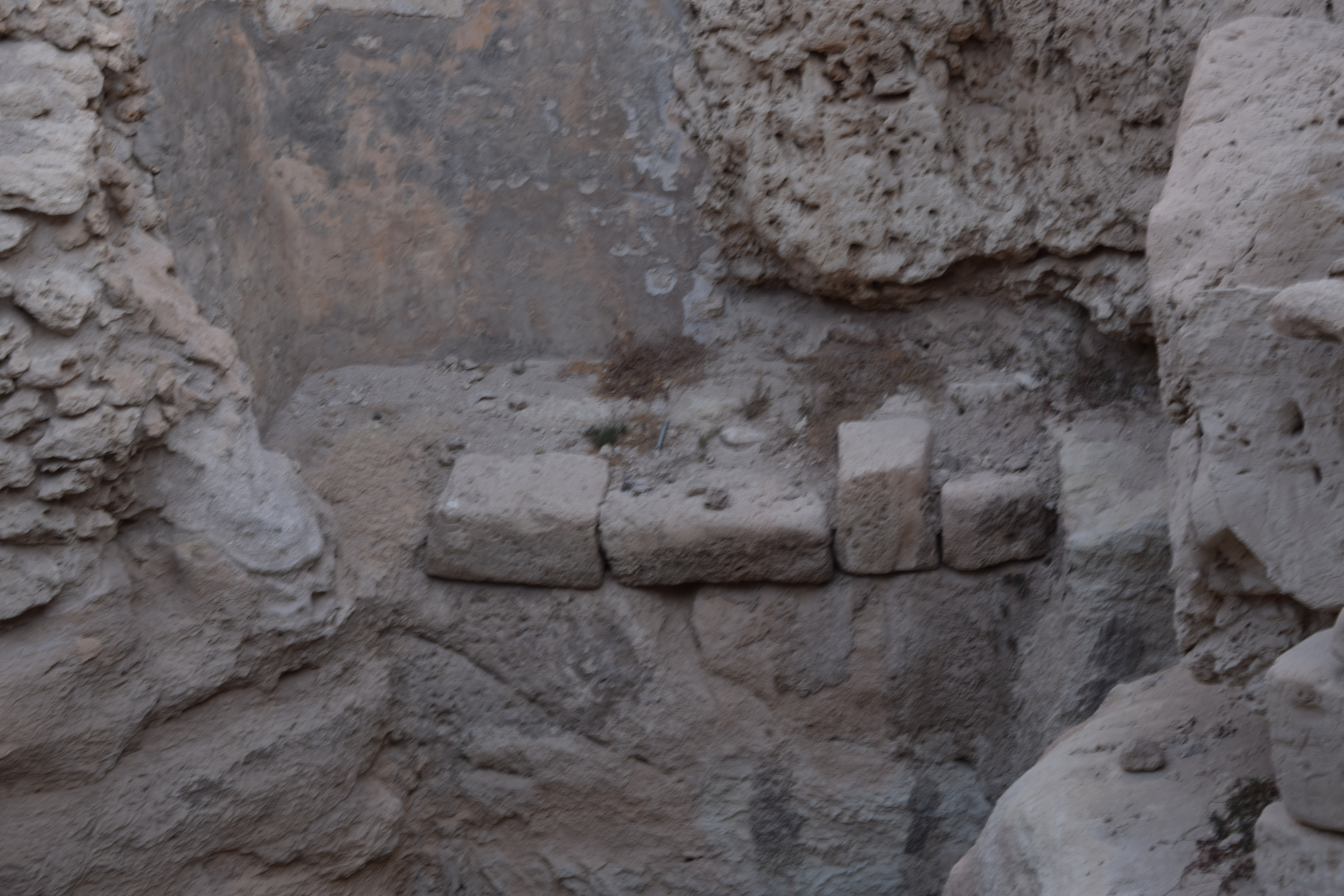
جزء أخر من أساس المعبد القديم الذي يقع من جهة عين القلعة تحت البرج الشمالي.
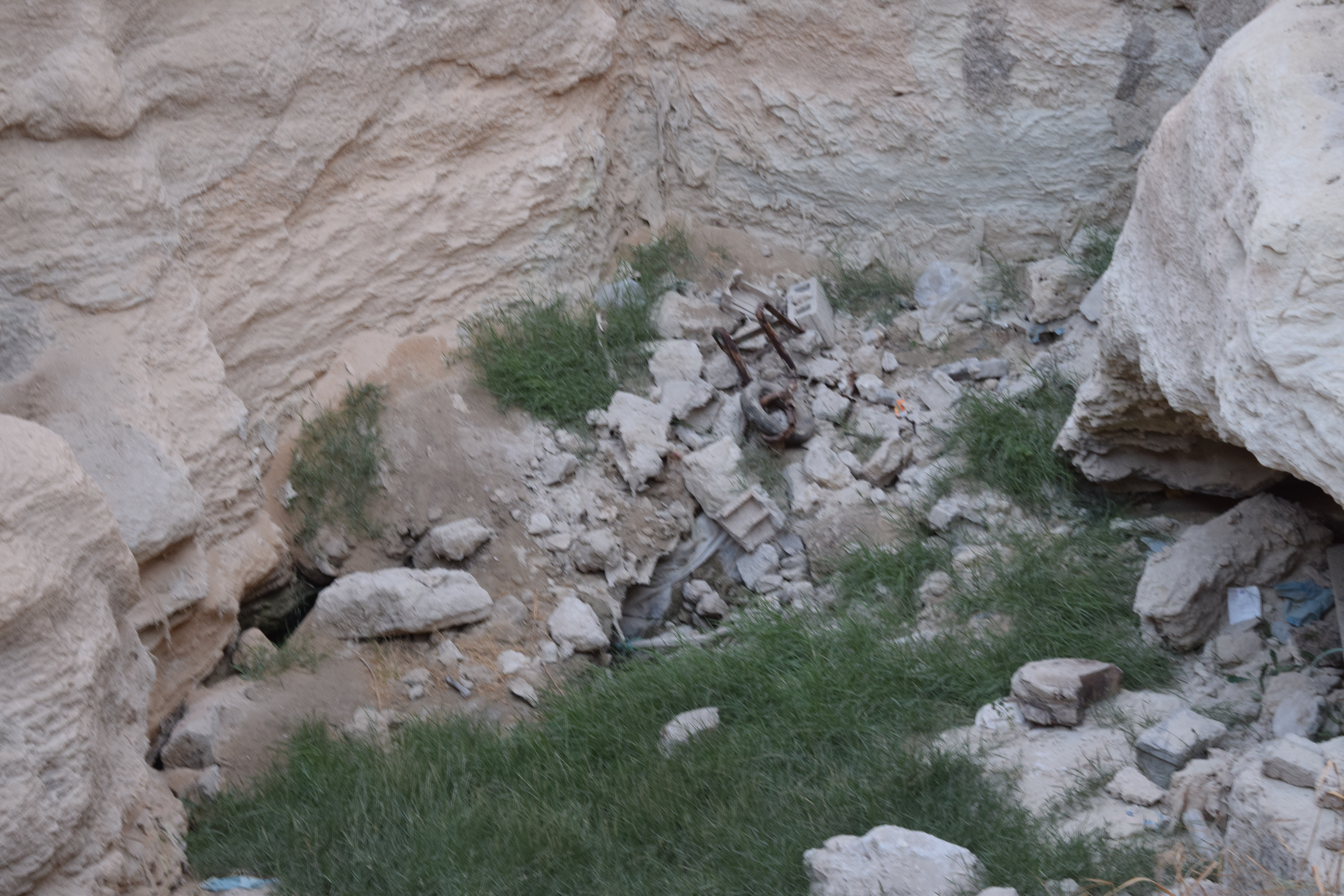
جزء من عين القلعة حالياً التي نضبت في العقود الماضية. ويظهر في العين نمو الحشائش ورمي المخلفات عليها.
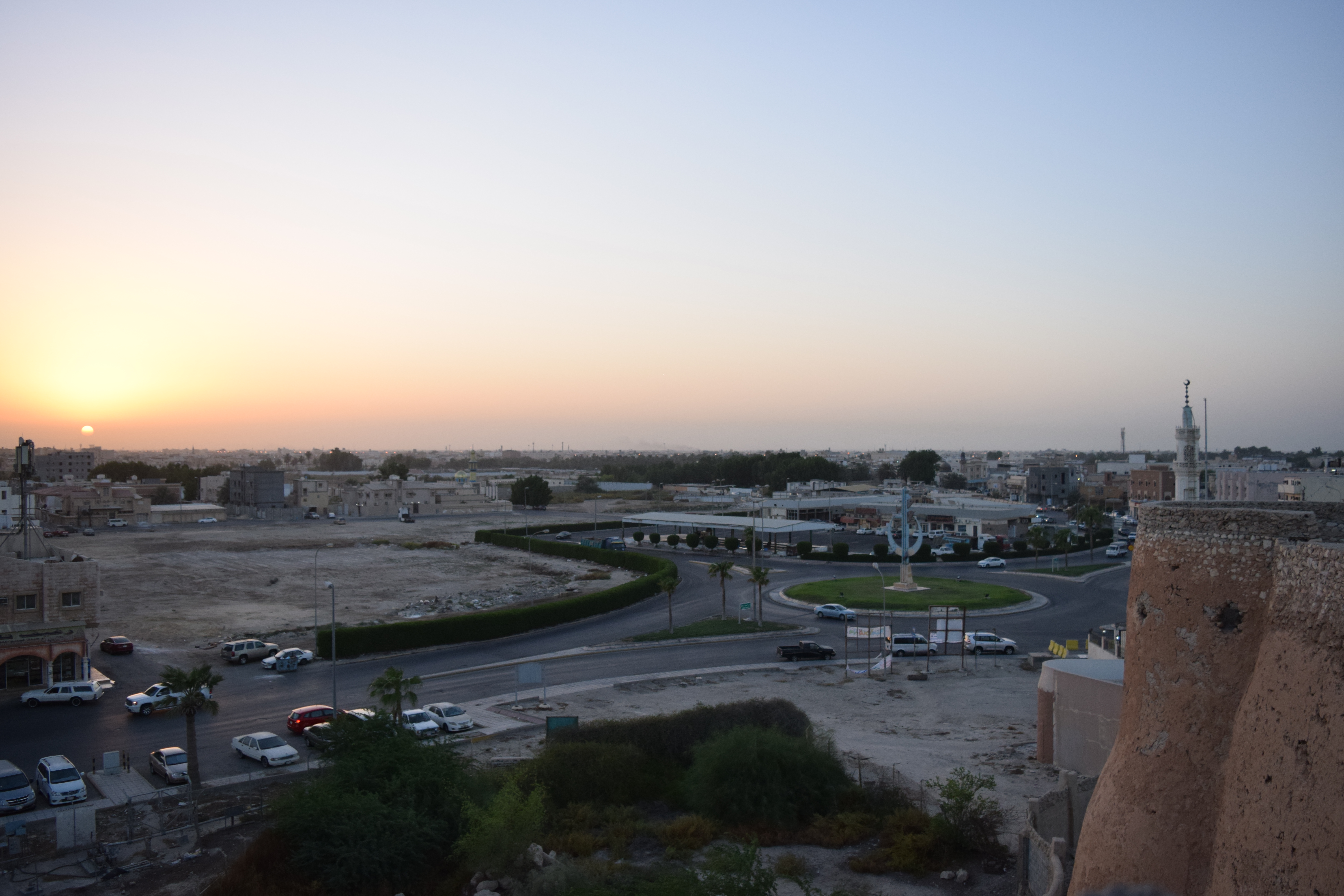
المنظر كما يبدو من أعلى برج القلعة الشمالي الغربي.
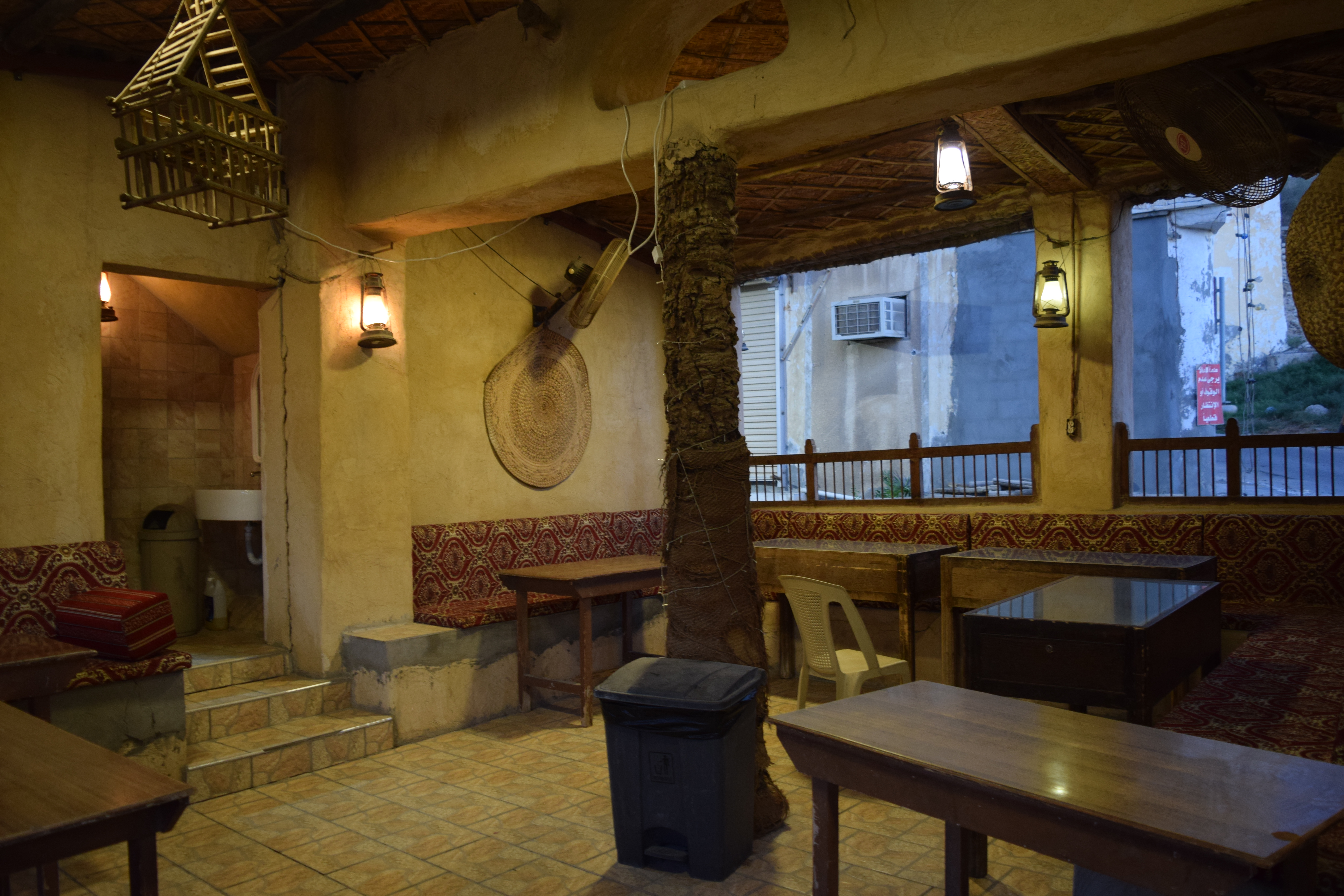
صورة داخلية لمقهى قلعة تاروت الشعبي الذي يقع بجوار القلعة.
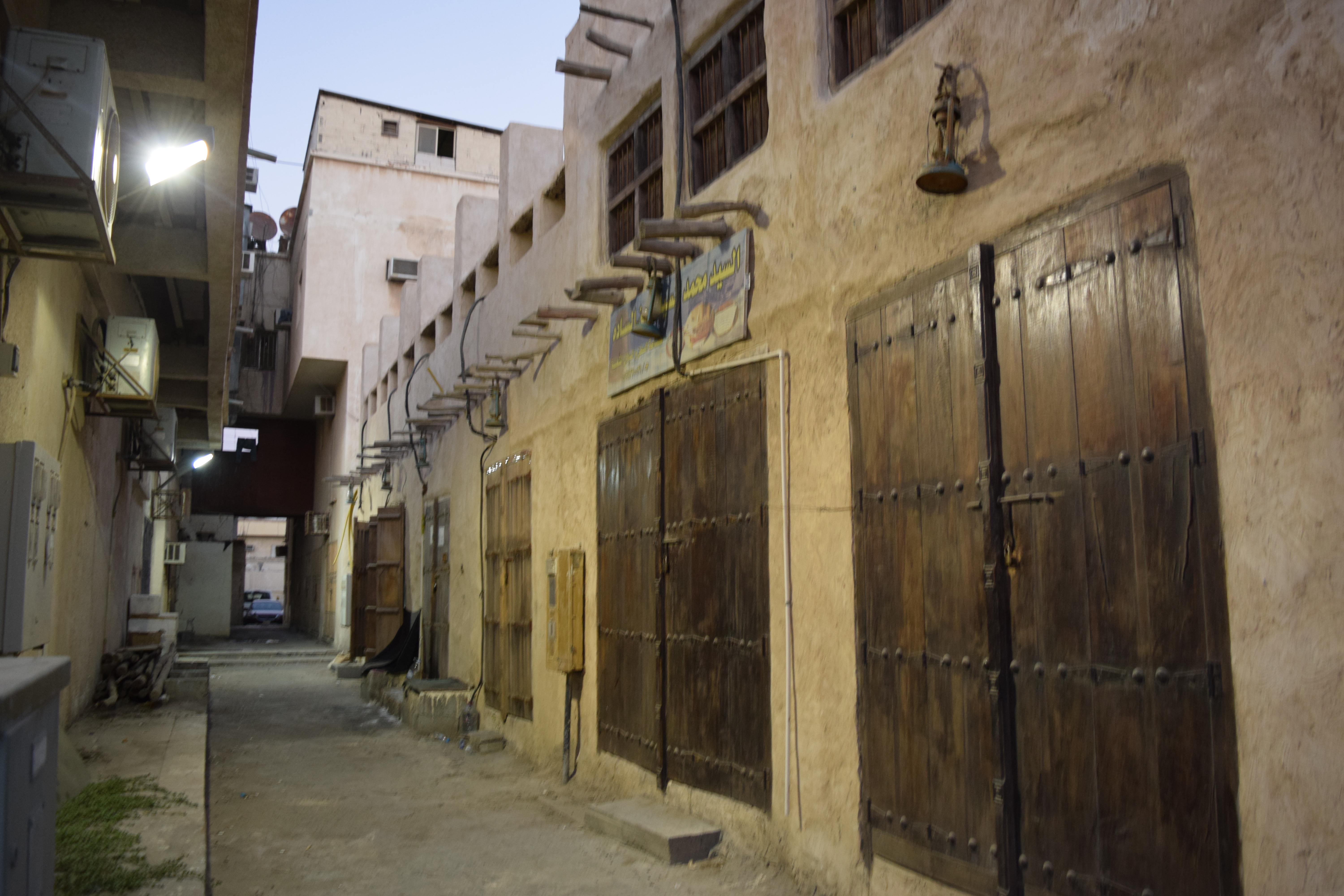
أسواق الحرفيين.
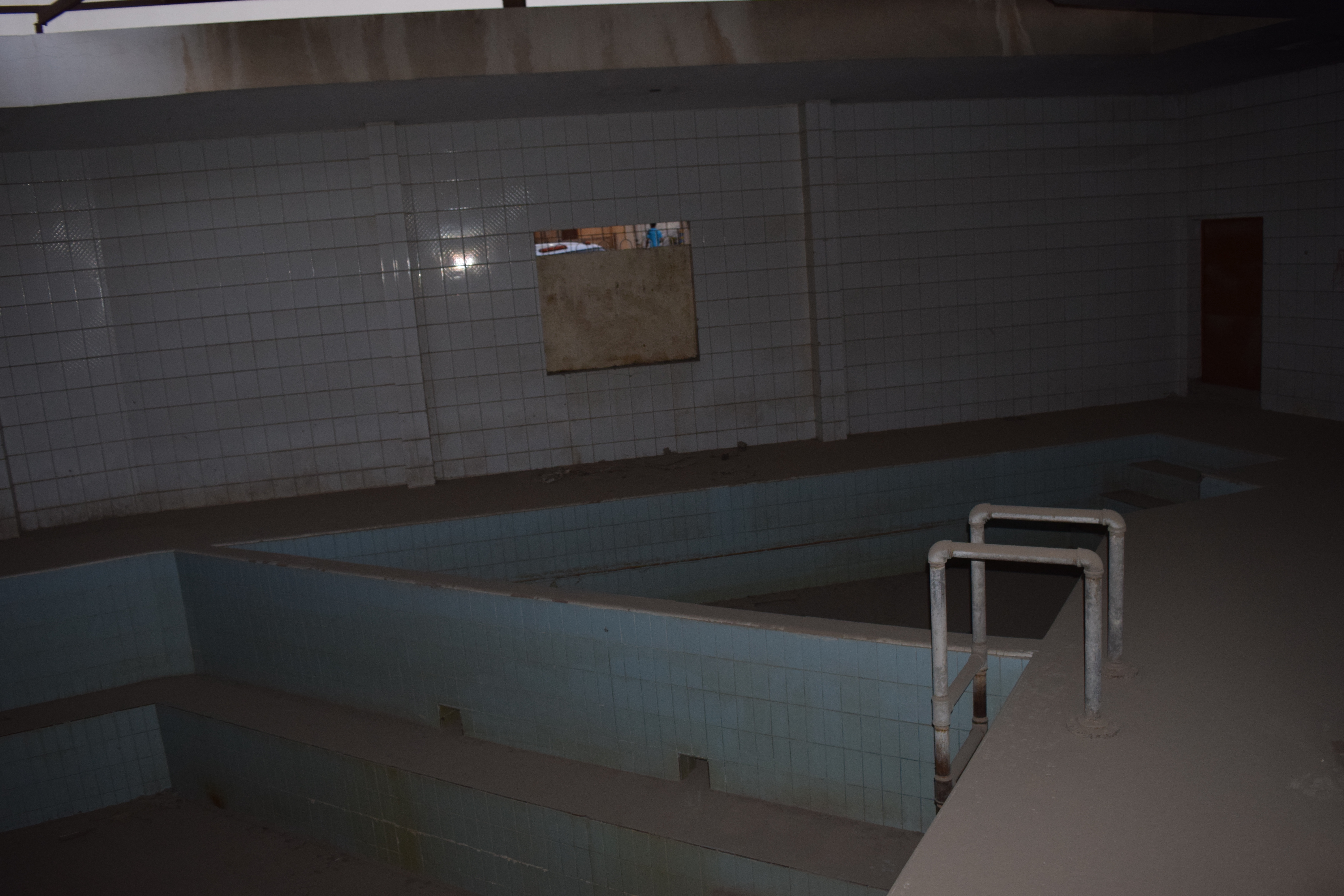
منظر داخلي لحمام تاروت المغلق.

## وصلات خارجية
- مقالة عن باحث الآثار جيفري بيبي - صحيفة الوسط
- قلعة تاروت بعيون فوتوغرافية على يوتيوب.
- عين العودة سنة 1980م.
- قلعة تاروت: عين العودة.